# Церква Святих Бориса і Гліба (Гродно)
Церква Святих Бориса і Гліба, Борисоглібська, Калозька, Колозька, Коложанська церква  — чинна церква, освячена на честь святих Бориса і Гліба, пам'ятка кам'яної давньоруської архітектури, єдина пам'ятка Гродненської школи зодчества, яка частково збереглася. Розташована в Гродно (Горадня) на території колишнього Калозького посаду на високому правому березі Німану, поруч із Замковою горою, недалеко від Старого замку. Побудована у 2-й половині 12-го століття з цегли.
До наших днів збереглися північна і частина західної стіни, три апсиди і два західні підкупольні стовпи. Церква має розміри: довжина — близько 21,5 м, ширина — близько 13,5, товщина стін — 1,2 м. Стіни складені з плінфи в техніці рівношарової кладки. Фасади прикрашені лопатками ступінчастого профілю, вставками з гнейсових, базальтових і гранітних каменів різних відтінків зі шліфованою зовнішньою поверхнею, різнокольоровими глазурованими керамічними плитками. У верхній частині стін розташовані вузькі віконні прорізи з арковими перемичками. Родзинкою інтер'єру є безліч керамічних глечиків-голосників, вмурованих у верхні частини стін і склепіння. У цегляну кладку стін фасадів включені різнокольорові шліфовані камені, які утворюють різні геометричні фігури і хрести. Все це надає фасадам краси, створює враження інкрустації стін дорогоцінним камінням.
Через свої архітектурні особливості: майолікову підлогу, голосники, кам'яні вставки, кахлі з керамічних плиток тощо.
Верхня частина будівлі разом зі склепінням і куполом відновлювалася в 16-му та 17-му століттях. У 1853 році частково зруйнована через зсув, у 1889 році обвалилася південна апсида. В кінці 19-го століття знищені частини церкви були відновлені з дерева, а сама церква була накрита двосхилим дахом з маленьким куполом.
Богослужіння у церкві відновлені з 1991 року, однак існує загроза обвалу берега та руйнування пам'ятки. Існують плани реставрації церкви. У 2004 році церкву Святих Бориса і Гліба внесено до Попередніх списків Світової спадщини ЮНЕСКО за категорією «Культура»

## Історія

### XII—XVIII століття
|   | Того ж року Городен погорів увесь і церква кам'яна од мигання блискавки і ударів грому. |
| — |                                                                                         |

 — йдеться в Іпатіївському літописі під 1184 роком. Проте достеменно невідомо, чи згадується саме Городня на Німані й що це саме у Колозьку церкву влучила блискавка.
Як вважається, церква була закладена на початку 1180-х років гродненським князем Мстиславом Всеволодовичем на честь святих покровителів його померлих братів Бориса і Гліба. Також вважається, що своє друге ім'я — Калозька — церква здобула від назви місцевості, коли, за легендою, у 1405 році великий князь Вітовт оселив біля церкви полонених каложан, жителів одного з «передмість» Пскова (згідно з літописом в неймовірно великій кількості в 11000 осіб). Існують версії, що назва могла піти від слов'янського слова Каложань, яке означало місце, де б'ють численні джерела і яке свято шанувалося язичниками
Поширена думка, що архітектором і будівельником церкви був прийшлий зодчий Петро Милоніг, однак існують версії, що будівельником міг бути невідомий візантійський чернець, який таким чином був і одним з ідеологів хрещення Гродненщини. Як і в інших церквах тієї епохи, його архітектура має багато запозичень із зодчества Візантії, однак водночас відобразила цілий ряд місцевих будівельних традицій. Один з відомих істориків Гродна Юзеф Ядковський вважав, що храм мав оборонне значення, проте сучасні дослідники відкидають цю точку зору з огляду на відсутність води в церкві, слабкі для фортифікації стіни та незначне стратегічне значення церкви.

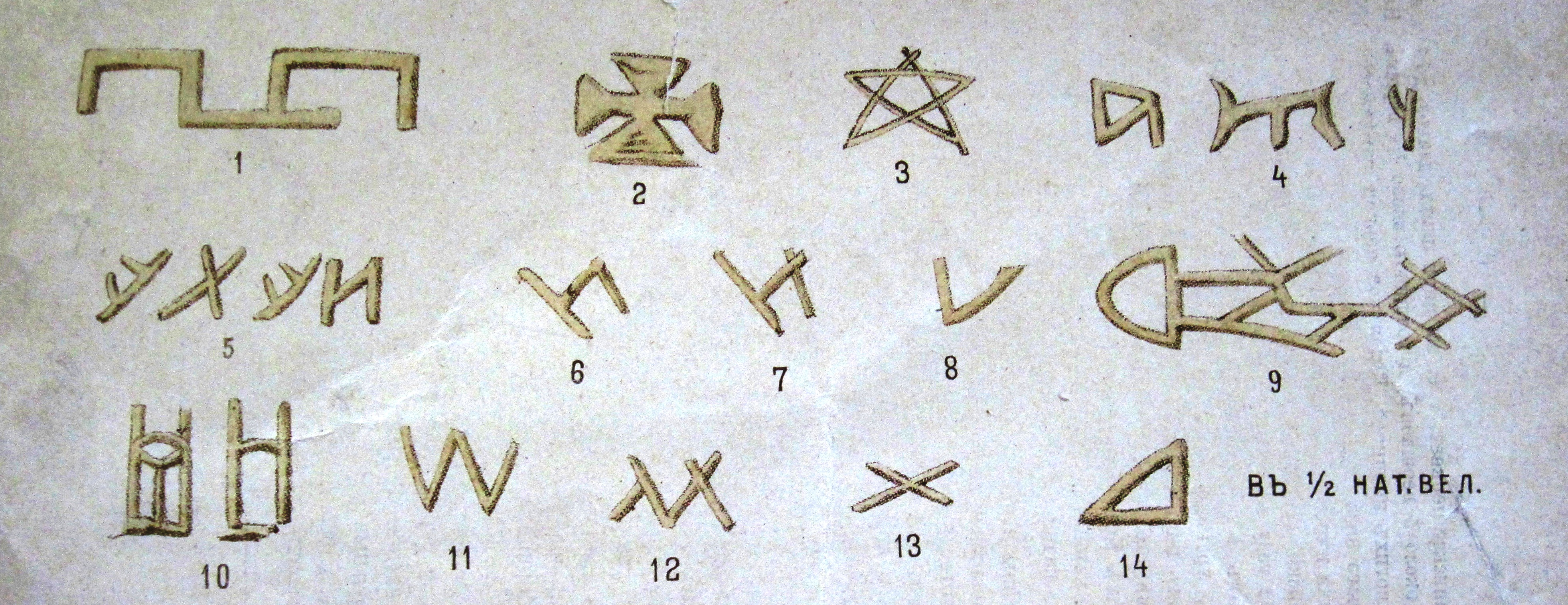
Знаки на плінфі (згідно з Грязновим)

Відновити первісний вигляд церкви можна тільки приблизно. Церква мала три входи (центральний і два бічні), її вінчав купол циліндричної форми, у верхній частині церкви були аркові вікна. Під час зведення церкви були враховані всі помилки, допущені під час будівництва колишніх церков Гродненської школи зодчества, в тому числі помилки, які привели до обвалення в 1183 році Нижньої церкви. Багато що з того, що в Нижній церкві було лише випробувано, в Калозькій набуло подальший розвиток. Фундаменти закладалися на глибину півтора метра, а в кладці стін використовувалися шліфовані камені менших розмірів. Замість простих плоских лопаток з'явилися триприступкові, причому кути їх центрального виступу округлені, що робить їх подібними до напівколон. Цоколь з одноступінчастого став також триступінчастим. Пластичнішою стала й стіна з боку інтер'єру. Всі три апсиди рішуче висунулися назовні. З'явилися внутрішньостінні сходи. Помітно зменшилася різниця в прольотах бічного і центрального нефів. Завдяки вперше використаним круглим стовпам внутрішній простір церкви здавався набагато меншим. Проте церква зберегла колишнє триапсидне шестистовпне планування.
Були вдосконалені й архітектурні деталі: звичайні хори доповнювали бічними, до яких вели сходи в товщі стіни; нижня частина стін, вільна від голосників, була прорізана нішами; підлога церкви була прикрашена різнокольоровим килимом з майолікових плиток. Також багатше був прикрашений фасад, багато прикрашені зовнішні стіни, використовувалася червона обпалена плінфа і біла цем'янка. Загалом, зовнішнє оздоблення надавало церкві святкового вигляду та краси.

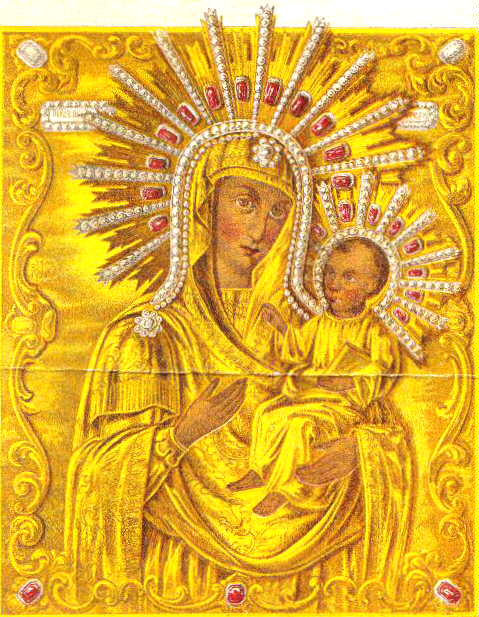
Церква Святих Бориса і Гліба (Гродно)Богородиця Одигітрія Колозька

Не збереглося письмових джерел про історію церкви в 12—15-му століттях. Вважається, що храм міг бути пошкоджений у зв'язку з частими штурмами і облогами Гродна хрестоносцями. Перша письмова згадка про храм належить до 1480 року і пов'язана з ім'ям настоятеля церкви Каліста. У 1485 році гродненський міщанин Івашко Сергійович подарував монастирю маєток Панямонь. У цей період відбувся і косметичний ремонт церкви, про що свідчать «полуторні литовські цеглини». Деякі дослідники, проте, відносять цей ремонт до 16-го століття. 20 березня 1500 року великий князь Олександр подарував чоловічому монастирю при церкві (що виник в кінці 12-го — початку 13-го століття) «Сад на Калажанях» «з поваги до старовини святині цієї». Пізніше в 16-му—17-му століттях земельні володіння монастиря розширювалися. У 1506 році церква описується як «давно спустошена».

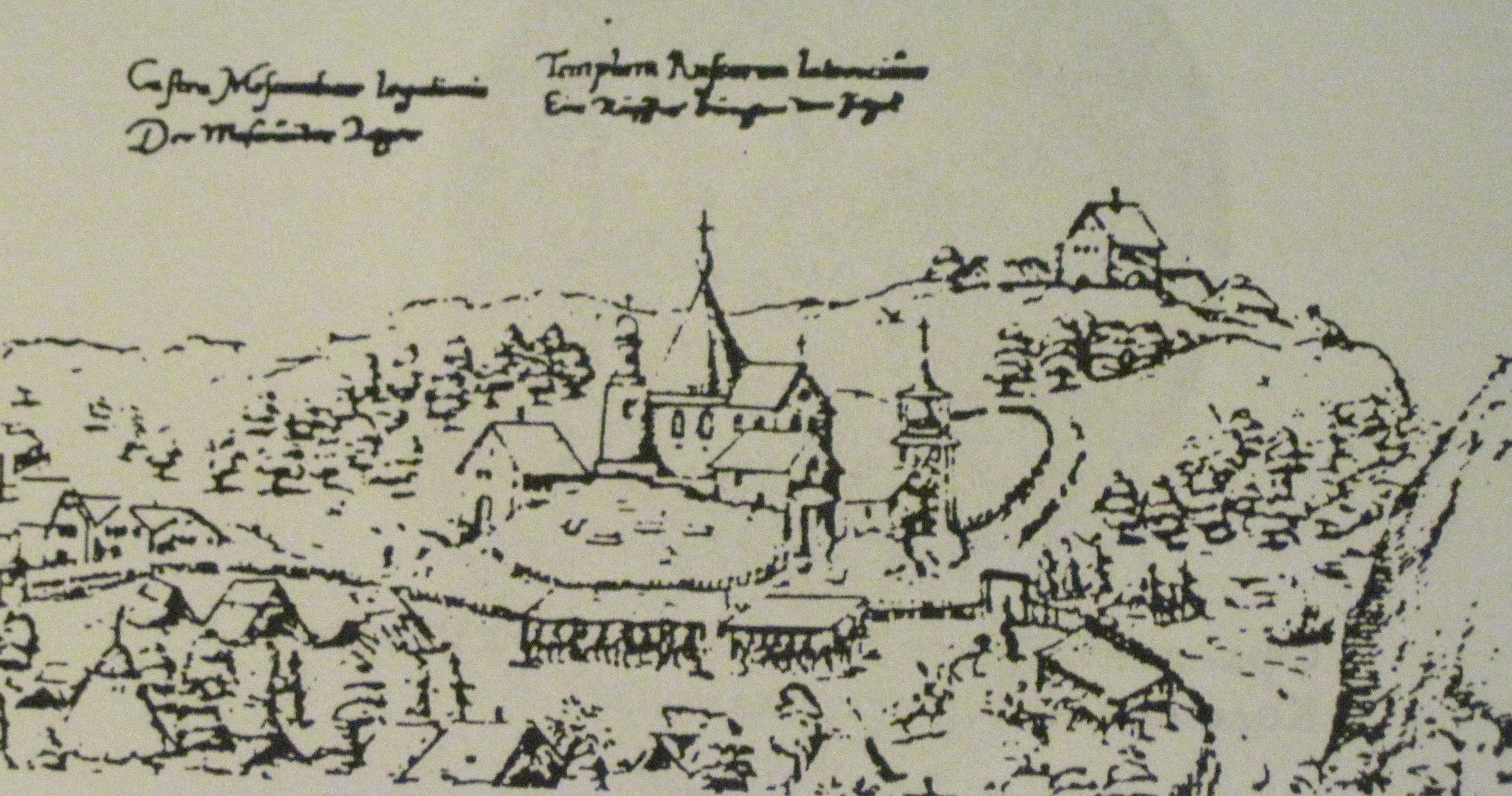
Калозька церква на гравюрі Адельгаузера-Цюнта

На початку 16-го століття церква відновлювалася Богушем Боговитиновичем, який в 1506 році київським митрополитом Іоною був призначений ктитором церкви і монастиря. Богуш подарував монастирю та церкві маєток Чащиці (пізніше с. Чащавляни, нині в межах Гродна). Ктиторство включало право призначення ігуменів, через що іноді ігуменами ставали світські і навіть недостойні люди, які не тільки не дбали про добробут монастиря, а й грабували його. Збереглися імена ігуменів монастиря: Феакліст (1506—1520 роки) зробив багато земельних придбань; Іона (1520—1546 роки), «муж доблесний», змушений був терпіти пригнічення від якогось Семена Воловича і його дружини, які мали вплив на монастир через грамоти 1546 року королеви Бони; Сергій (помер у 1550 році), Мисаїл (помер у 1560 році). Пізніше управління монастирем в цілому здійснювалося світськими особами: Симеоном Воловичем, який мав грамоту короля Сигізмунда II; Павлом Котовичем (до 1580 року); Дмитром Халецьким (до 1591 року). Про них сказано, що вони грабували монастир і розганяли монахів. Тільки ігумен Климент, відомий також як пан Годкінський, повернув частину володінь монастиря.
Пожертви монастирю робив король Сигізмунд I Старий в 1508 і 1538 роках. На гравюрі М. Цюндта 1568 року видно церкву після цієї перебудови. На початку 17-го століття навіть постало питання зробити монастир «резиденцією або самого Православного Київського митрополита або його коад'ютора для управління неуніятськими (православними) церквами і духовенством в Великому Князівстві Литовському». В 1609 році церква була передана греко-католикам, однак суперечки з православними тривали до 1635 року, що коли грамотою короля Владислава IV при церкві був створений чоловічий греко-католицький монастир замість Видубицького монастиря під Києвом, переданого православним.

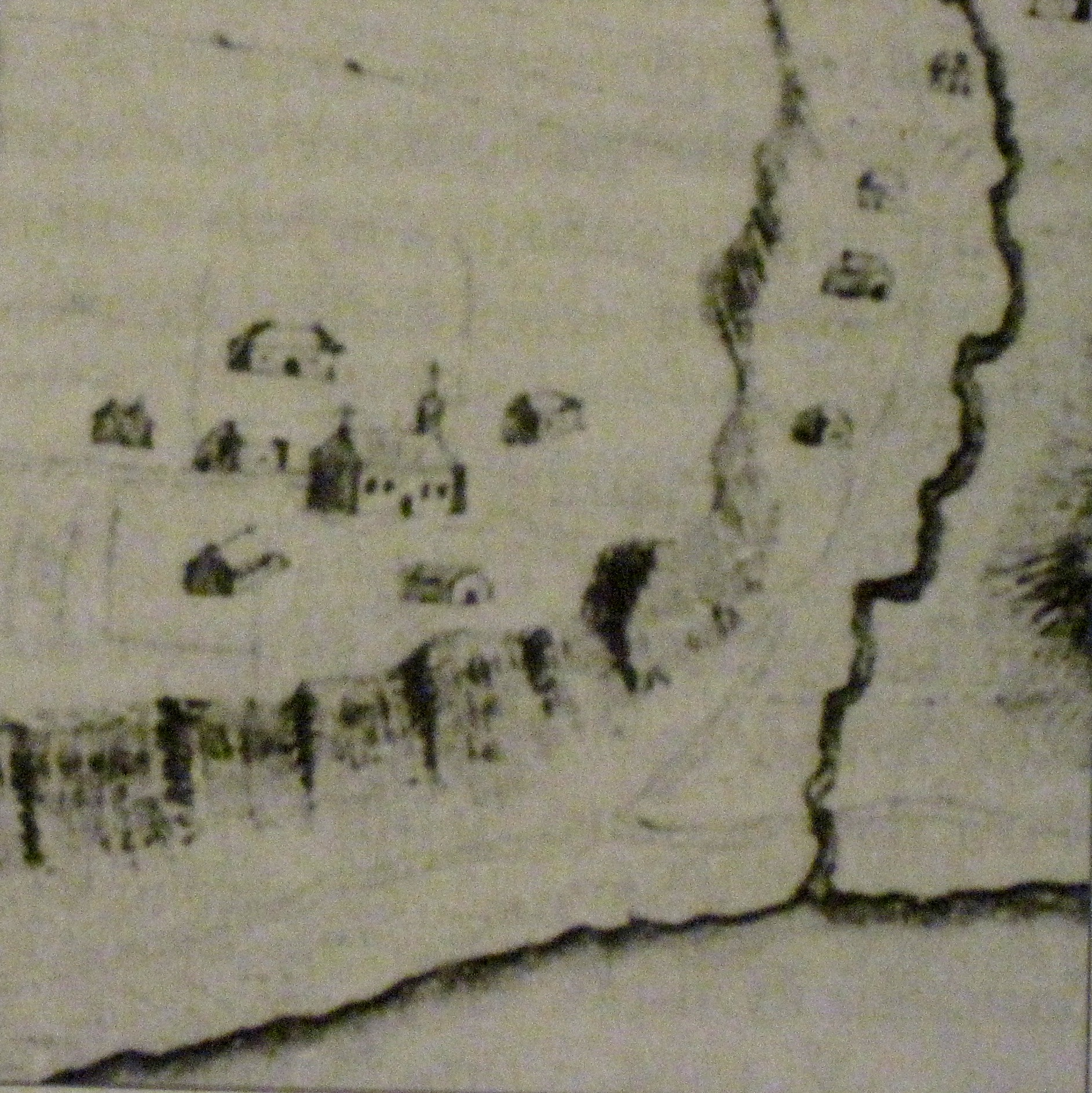
Калозька церква на плані 1706 року. На карті видно, що між пагорбом і церквою ще знаходилися будівлі

Церква була сильно пошкоджена під час війни з Росією (згідно з хронікою І. Кульчинського це відбулося під час першої Московської війни Івана III Васильовича з Олександром, проте відомо, що бойові дії в Гродно в той час не велися. Московське військо, захопивши місто, зруйнувало склепіння і засипало їх землею, а нагорі були поставлені гармати, які стріляли по Старому замку. За іншими відомостями гармати стояли на даху церкви, через що склепіння і зруйнувалися. Згідно з хронікою архімандрита Колозького василіянського монастиря І. Кульчинського, яка є єдиним джерелом про церкву до 1738 року, у 1675—1688 роках церква «вся пустувала, була без вікон і дверей, влітку худоба заходила в храм». За іншими даними стеля церкви провалилася під час воєнних дій 1705 року, коли війська Карла XII зайняли передмістя міста. За архімандритів Маркіянові Білозорі (до 1660 року), Григорієві Беньковському (до 1677 року), Лаврентієві Друцькому-Соколинському (до 1688 року) пам'ятка називалася «Пустельний монастир» і за свідченнями «монастир був тільки за назвою монастир і в стані досить жалюгідному…». Наступні ігумени Симеон Огурцевич (до 1698 року) і Мяцелій Дарашковский (до 1700 року) намагалися відновити монастир (у цей час на території монастиря діяв навіть цегельний завод), але наступний архімандрит О. Флоріан Вовк-Ланевський (1701—1709 роки), який також був і архімандритом Супрасльського монастиря, «запустошив» обитель і, таким чином, звів нанівець зусилля попередників. Занепаду «сприяли» і події Північної війни, коли Гродно виявився в центрі бойових дій і коли майно монастиря вивезли в Супрасль, де воно і залишилося.
Над пам'яткою нависла загроза знищення, коли в 1723 році архімандритом був призначений Йосафат Яхимович. Він був такий засмучений станом монастиря, що вирішив поруч побудувати новий із гучною назвою «Новий Сіон». Тільки завдяки випадковому збігу обставин будівництво відклали і церкву не розібрали.
Наступний ремонт церкви був проведений ігуменом Кульчинським. В інвентарі 1738 року записано, що дах ґонтом покритий, стан якого добрий. Сама ж церква мала три куполи: малі з позолоченими хрестами і головний високий залізний хрест. До церкви було два входи, а її підлога була з цегли.
Незважаючи на численні фундації, у 17-му — 18-му століттях храм з монастирем перебував у занепаді. У цей же період в іконостасі церкви з'явилася головна святиня гродненських греко-католиків — ікона Божої Матері Каложанської. Вона була написана на початку 17-го століття і особливо шанувалася наприкінці 17-го — на початку 18-го століть. Після ліквідації росіянами у 1839 році греко-католицького монастиря ікона шанувалася і православними. Під час Першої світової війни її «евакуювали» до Москви, звідки, незважаючи на зусилля в польський час Юзефа Ядковського, вона так і не повернулася до Гродна.

### XIX—XXI століття

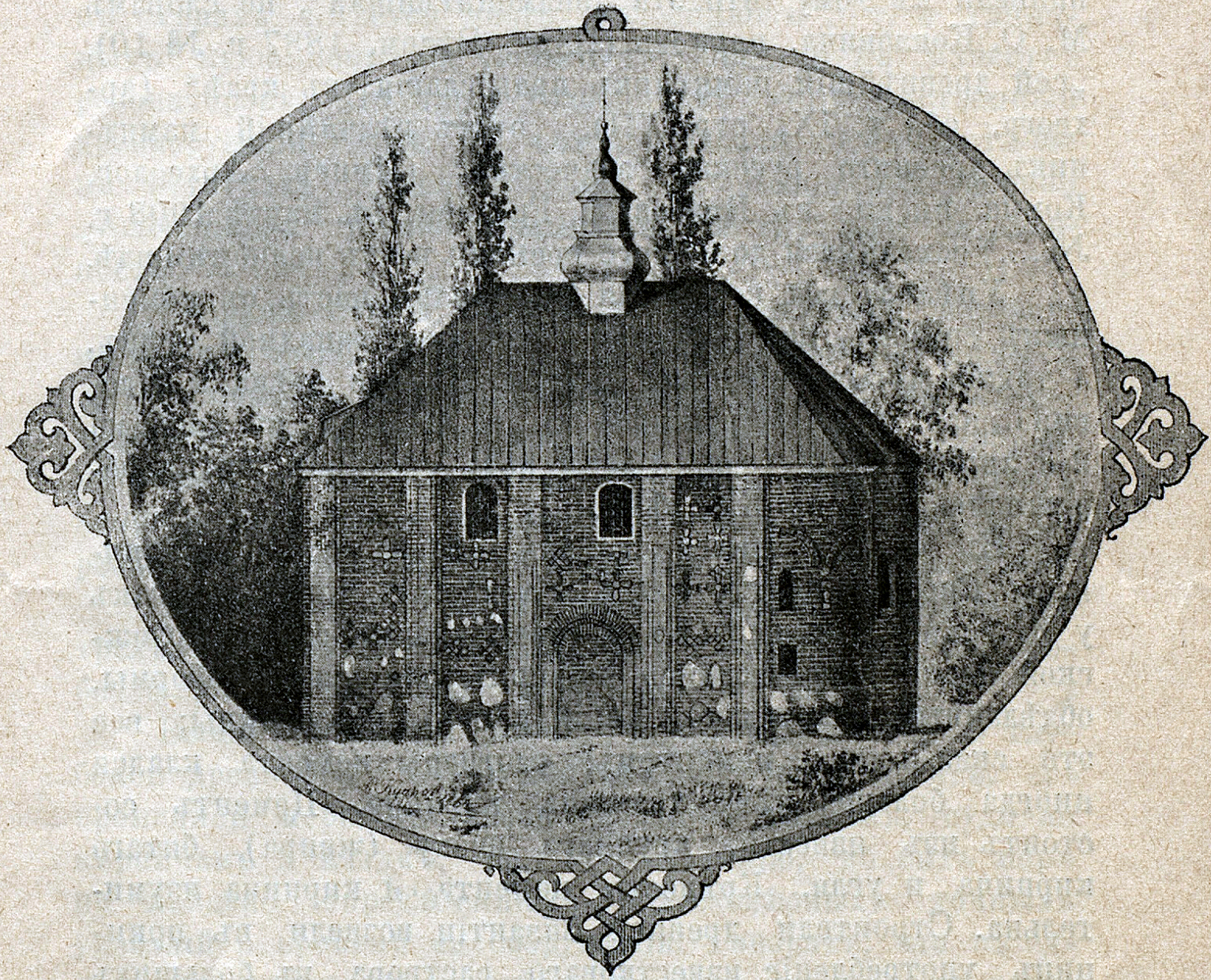
Е. Гловно. Калозька церква до руйнування. 1850-ті рр.

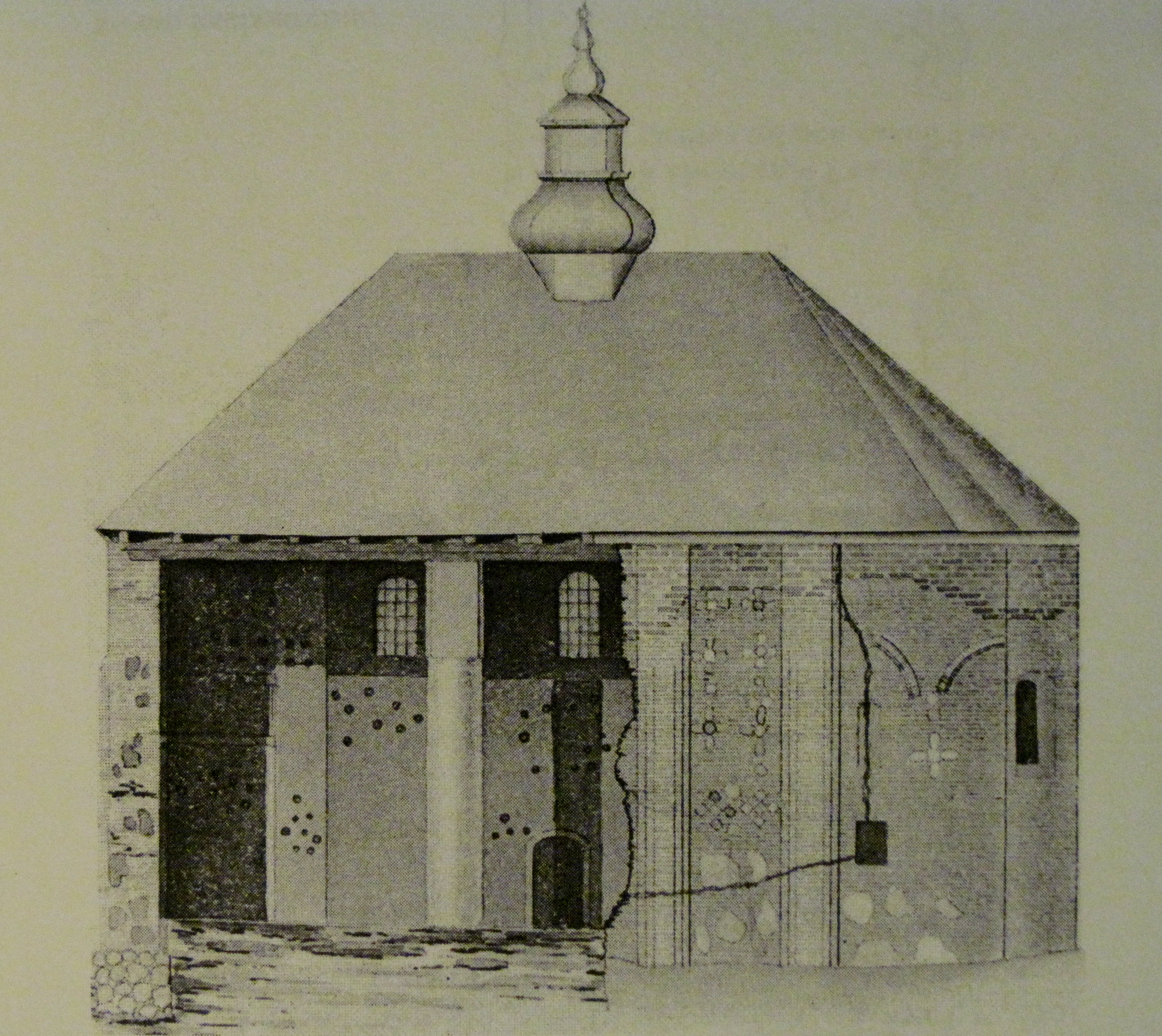
Перший етап руйнувань у 1853 році. Видно, що зруйновано близько 2/3 південного фасаду

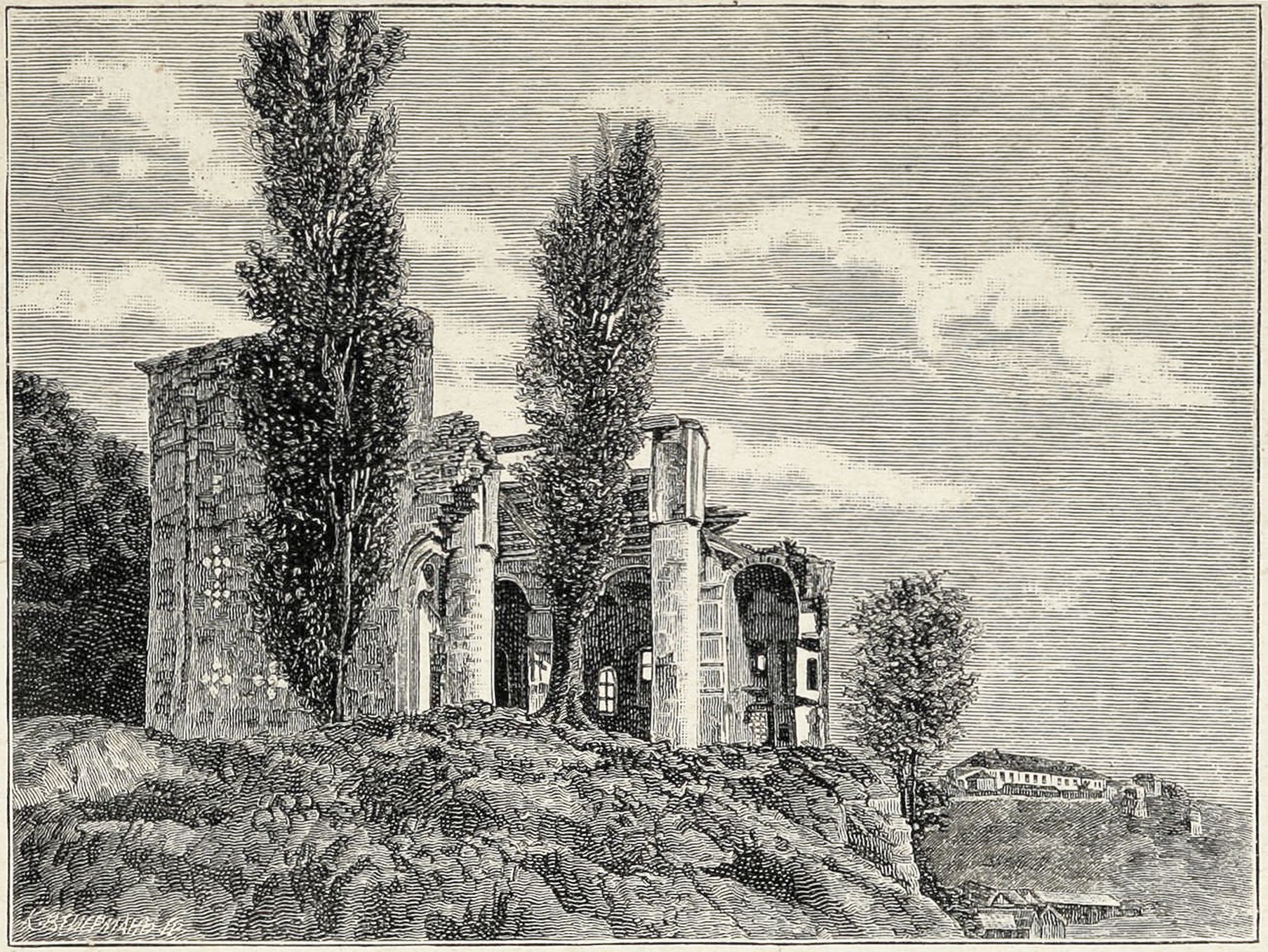
Зруйнована Борисоглібська церква, кінець 19 ст.

У середньовіччі неподалік від південного фасаду церкви розташовувалися кладовища: їх видно як на гравюрі Цюндта-Адельгаузера, так і на гравюрі Маковського 1600 року. На гравюрах видно укріплення берега, які можливо охороняли територію під час повеней. Однак уже на початку 18-го століття монастирські забудови разом з кладовищем обвалилися в Німан, а до 1720 року становище церкви стало настільки критичним, що про неї на черговому Сеймі підняли питання посли Григорій Котович та Зигмунт Валь. Документи того року свідчать, що «церква в.в. отців гродненских василіянів на Каложі … здезалявана (знищена) і через вимивання Німану майже до останньої руїни зведена». Збереглися обміри та опис стану церкви, проведені військовим інженером Т. Костюшком під час повстання 1794 року і видані пізніше в Лондоні.
У 19-му столітті в зв'язку зі змінами берегової лінії Німану з'явилася серйозна небезпека знищення пам'ятки. 1839 року монастир був зачинений російською владою. Церква передана Православній російській церкві. 1840 року на стінах над головним входом виникла тріщина, яка постійно збільшувалася, а в 1842 році відбувся сильний обвал берега. У 1845 році в зв'язку з подальшим обвалом стан будівлі став критичним: берег обвалився до самого південного фасаду, тому в 1852 році монастир переїхав у будівлю ліквідованого жіночого монастиря бернардинок<.
1 квітня 1853 року (за старим стилем) відбувся перший обвал церкви, у воді опинилися частини південного і західного фасадів. На обмірному кресленні південного фасаду, зробленого в тому ж році, видно, що в Німан впало близько 2/3 південного фасаду. В цей же час у воду обвалилися численні поховання, які були біля церкви, в тому числі плита 16-го століття Богуша Багациновича.
Проте настоятель церкви Ігнатій Железовський у 1857 році написав своєму керівництву у Вільнюс: «Борисоглібська церква на Каложі не відрізняється ніяким ні архітектурними, ні артистичними (мистецькими) особливостями і не заслуговує таких великих видатків, які потрібні на її виправлення…». Настоятеля підтримав митрополит, його звіт відправили в Синод у Санкт-Петербург. Однак питання про порятунок пам'ятки знову було піднято Міністерством шляхів сполучення.
Навесні 1864 року у річку сповзла частина південно-західного схилу разом з фрагментом стіни західного фасаду. Спроби побудувати підпірну стінку були безуспішними, як і спроби купця Сидорського у 1864 році самостійно обновити пам'ятку: роботи були припинені через відсутність затвердженого проекту. Тим часом становище церкви погіршувалося: у 1884 році обвалилася частина апсиди, через п'ять років стався наступний обвал. Церква знаходився на межі повного знищення.

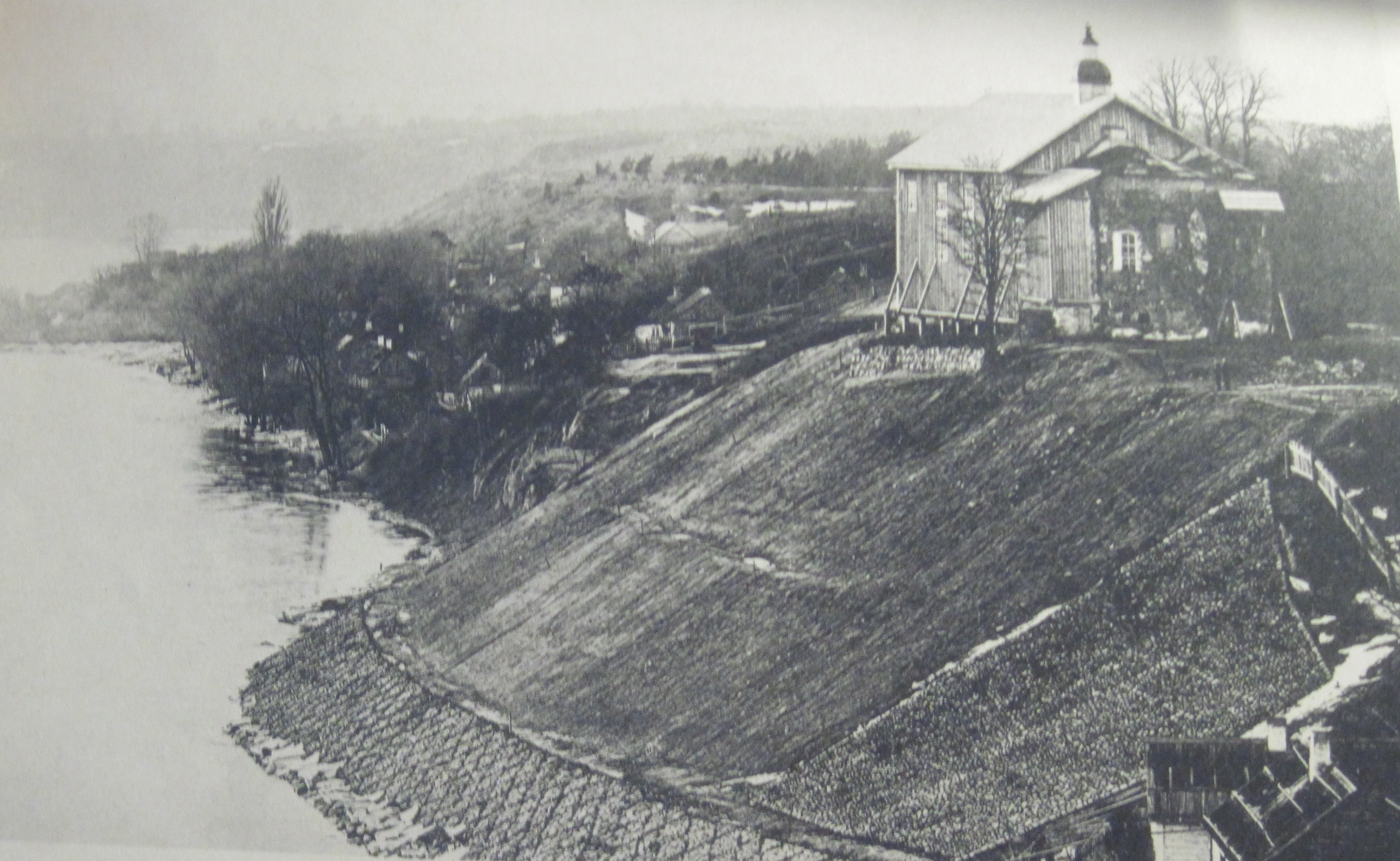
Для порятунку пам'ятки до 1897 року були проведені великі роботи з укріплення берега Німану, була зроблена підпірна стінка.

Тільки після цього були зроблені кроки до порятунку пам'ятки. У 1872—1873 роках в реконструйованій апсиді була створена каплиця в ім'я святих Бориса і Гліба, а до 1910 року були проведені широкі геологічні, інженерні та архітектурні дослідження Калозької церкви та берега Німану. Вперше пам'ятка науково описана і замальована художником В. В. Грязновим у 1860-их роках, пізніше зображена на малюнку Наполеона Орди 1869 року.

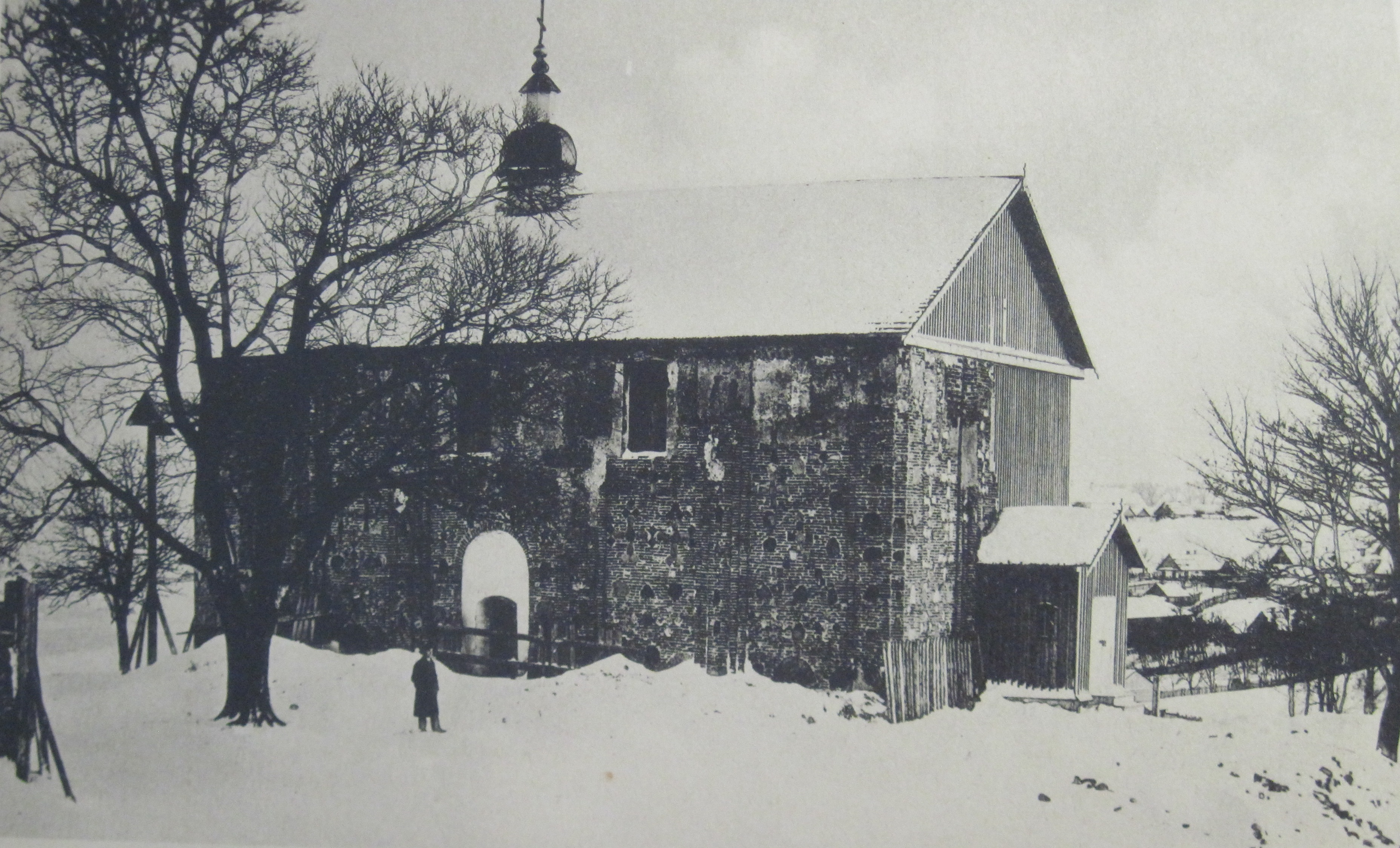
Калозька церква після консервації, 1897 р., вигляд з північно-західного боку

Церква стала першою пам'яткою, питання про збереження якої розглядалося Імператорською археологічною комісією у 1896 році. У наступному році на кошти Міністерства шляхів сполучення був укріплений берег Німану, зроблена підпірна стінка разом з оглядовим майданчиком, а на місці зруйнованої стіни церкви до 1898 року була побудовано нова, дерев'яна. У 1904 році при Синоді створено спеціальну комісію з її реставрації; у 1904—1905 роках були проведені дослідні та консерваційні роботи під керівництвом професора Померанцева і архітектора Покришкіна. У 1906 році відбулося освячення церкви. 1914 року на ім'я коменданта Гродно надійшов лист великого князя Олександра Михайловича, згідно з яким Калозьку церкву планувалося перебудувати в гарнізонний собор. Подальші дослідження, однак, залишили цей план лише на папері. Тоді ж архітектор П. П. Покришкін подав у Синодську комісію проект реставрації церкви. Роботи з консервації проведені у 1910 році. Щоб запобігти подальшим руйнуванням, ніші західної і північної стіни заклали спеціально виготовленою плінфою, причому закладки проводили на спеціальному розчині для того, щоб під час реставрації їх можна було легко розібрати і плінфу застосувати за прямим призначенням. Однак через Першу світову війну робота так і не почалася.
У 1934 році, після того, як знову на стінах церкви з'явилися численні тріщини, був створений Комітет з порятунку Калозької церкви, який запросив у Гродно одного з найкращих фахівців у галузі геологічних досліджень професора Б. Галицького. Галицький відшукав крейдяну лінзу, не позначену при російських дослідженнях, яка могла бути однією з причин руйнування пам'ятки.
Консерваційно-ремонтні роботи за радянських часів були проведені у 1970 році, а потім у 1985—1987 роках. Сама ж церква була переобладнана під музей, з 1977 року в ній знаходився філіал Білоруського державного музею історії релігії, який виступив замовником дослідних і реставраційних робіт Калозької церкви.
У 1991 році будівлю передали православним віруючим, відновлені богослужіння. В цей же час спрацювали маячки, встановлені археологами у 1979 році, що означало, що берег почав знову просідати і руйнувати стіни церкви.
24 вересня 1995 року церкву відвідав Святійший Патріарх Московський і всієї Русі Алексій II.
У 2000 році були розпочаті роботи зі зміцнення схилу Калозької гори, проте вже у наступному році робота була припинена. У 2006 році було проведено георадарне зондування території навколо церкви, яке показало, що основна загроза виходить не з боку Німану, а з особливостей місцевого ґрунту. На даний момент існує загроза обвалу берега і руйнування пам'ятки.
У 2004 році церкву Святих Бориса і Гліба внесено до Попередніх списків Світової спадщини ЮНЕСКО за категорією «Культура».

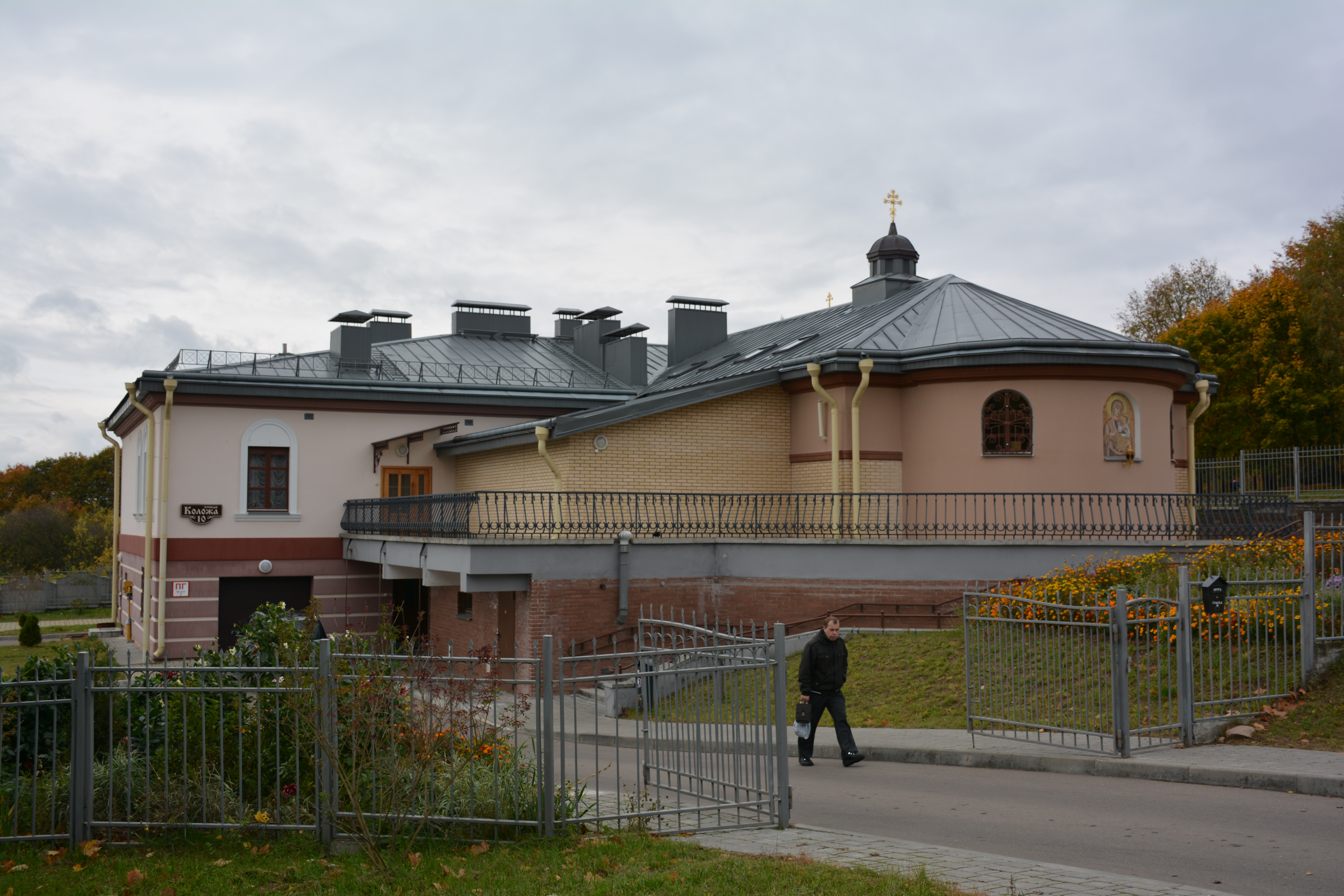
Церковно-парафіяльний комплекс церкви Святих Бориса і Гліба. Жовтень 2016 р.

У грудні 2008 року на засіданні Науково-методичної ради при Міністерстві культури Білорусі було прийнято рішення про проведення реставраційно-відновлювальних робіт на церкві Святих Бориса і Гліба. Замовником та генеральним проектувальником був призначений «Інститут Гродногражданпроект», а науковим керівником об'єкта — кандидат мистецтвознавства, доцент БНТУ Геннадій Лаврецький.
Акція «Відновимо Каложу разом!», оголошена в липні 2010 року, передбачала проведення обласного суботника, а також відкриття благодійного рахунку «зі збору цільових коштів від громадян і юридичних осіб на відновлення найдавнішої святині Білорусі». Не тільки сама Каложа — головна мета реставрації, яка повинна початися. Перед тим, як храм закриє свої двері, планується побудувати поруч парафіяльний комплекс. "Є дозвіл Міністерства культури на його будівництво. Новий парафіяльний комплекс включить в себе невелику домову церкву, хрестильню, класи недільної школи, кіоск, бібліотеку, майстерні, гараж, техприміщення. Вирішення цих питань дозволить Інституту підійти до паралельного створення будівельного проекту реставрації храму та парафіяльного комплексу, " — повідомляється в матеріалі, підписаному головним архітектором «Гродногражданпроект» О. Тараненком і головним архітектором проекту Н. Ємельяновою.
"Проблема в тому, що сьогодні церква ще діє. Щоб завершити дослідження церкви, треба зупинити богослужіння. Для владнання моментів по конструкції фундаментів потрібно зробити деякі буріння. Укладено договір з археологами: повинні початися археологічні дослідження, які уточнять деякі моменти," — керівник управління з охорони історико-культурної спадщини та реставрації Міністерства культури Білорусі Ігор Чернявський.
2 грудня 2012 року відбулося урочисте освячення домової церкви на честь Калозької ікони Божої Матері і церковно-парафіяльного комплексу при Борисоглібській (Калозькій) церкві. Святкове богослужіння очолив Високопреосвященніший Артемій, архієпископ Гродненський і Волковиський у співслужінні Гродненського духовенства.

## Архітектура

### Екстер'єр

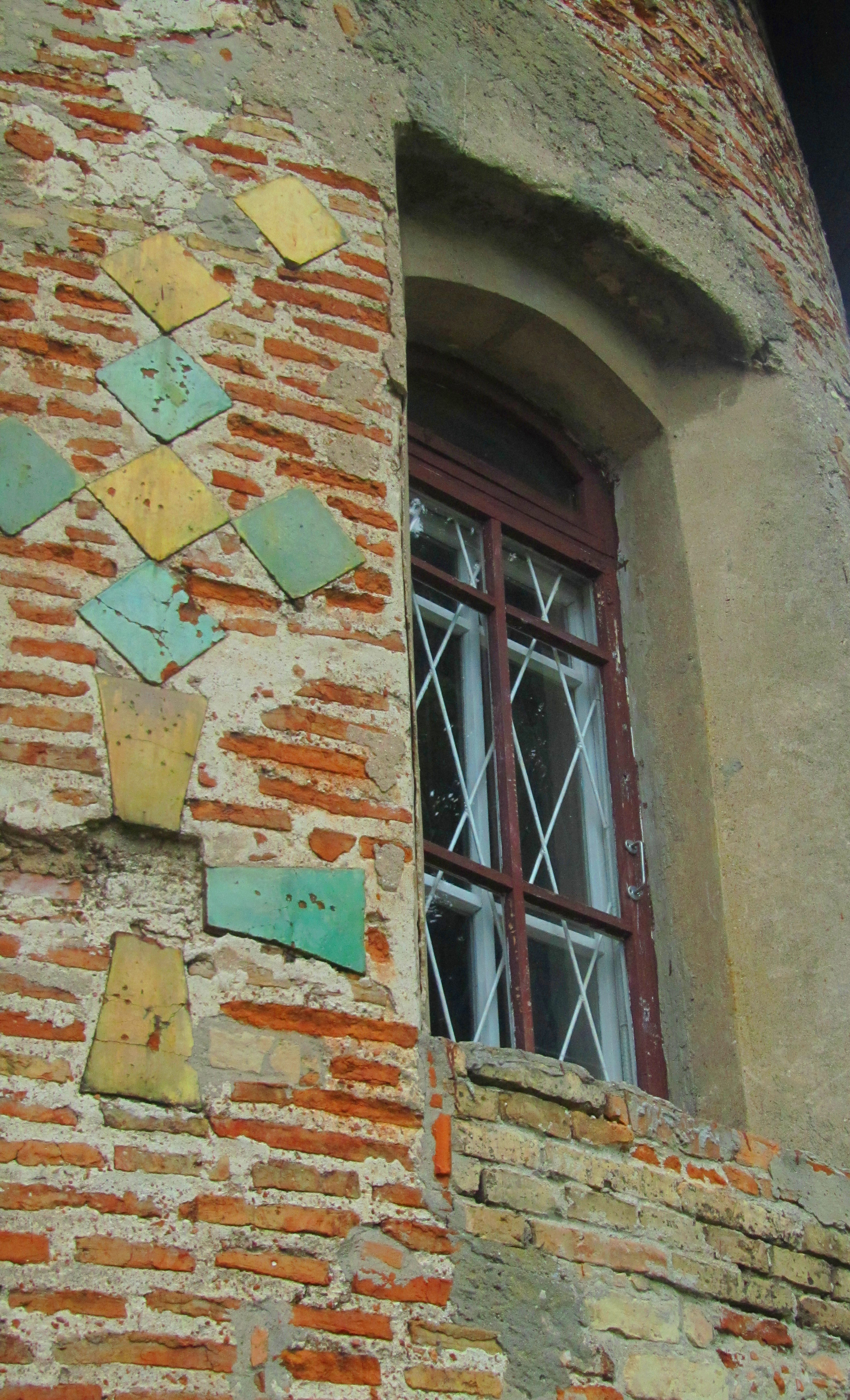
Оздоблення вікон

Церква є видатною пам'яткою давньоруського і візантійського церковного зодчества. Відноситься до хрестово-купольних, 6-стовпних, 3-нефових, 3-апсидних базилік. Спочатку мала розмір 13,5 на 21,5 м, а товщина стін сягала 1,2 м.
Об'єм церкви завершувався одним куполом і мав позакамерне покриття. Зовнішні пілястри триступеневі, середні виїмки округлені. Фасади краповані шаровими 3-ступінчастими лопатками (середні уступи округлені). Кутові лопатки із західного боку скошені. Стіни складені з плінфи розміром 3,5—4 × 16-16,5 × 26—28 см переважно червоного кольору (але зустрічаються і жовті цеглини) в техніці рівношарової кладки (чим храм принципово відрізняється від полоцьких церквов), причому з цегли робилися тільки щоки стіни, а середина складалася із забутовки — цегляного щебеню і дрібних каменів. Використовували також цеглини і локальні, трапецієподібні, з напівкруглим широким боком, зі скошеним кутом. На торцях деяких цеглин є цифри і рельєфні знаки, деякі з них збігаються зі знаками, знайденими на цеглинах Старого замку. Розчин вапняний з домішками цем'янки і вугілля. Фундаменти на глибині 1,5 м складені з каменів середніх розмірів без розчину.
Фасади прикрашені вставками з полірованих валунів і майолікових плиток строго підібраних до певної гамі кольорів: коричневого, червоного, зеленого і жовтого кольорів. Цей прийом був звичайним для давньоруської архітектури і пояснювався насамперед цілями економії цегли, а також естетики. Розміри каменів в стінах зменшуються вгору, що візуально її полегшує. Найвищі (необроблені гнейсові, базальтові і гранітні) валуни розташовані у верхній частині стіни між лопатками, вище знаходяться камені менших розмірів, які чергуються з керамічними вставками. А на висоті близько 4 метрів камені повністю поступаються місцем кераміці. Розміщення хрестоподібних фігур і частково каменів строго підпорядковане напрямкам, підкресленим лініями архітектурних форм. Невеликі камені прикрашають середню площину триприступкових лопаток, акцентуючи своїм розташуванням їх вертикальність. Строгий геометризм лопаток, цоколя і півкругів зараз відсутніх закомар, якими завершувалося кожне прясло, ніби намагався підпорядкувати собі кольоровий, візерунчастий розсип з каменів і глазурованої кераміки.
Великі кольорові камені та фігурні керамічні плитки утворювали несхожі один на одного геометричні фігури і хрести. Це створювало враження, що для оздоби використані не прості матеріали, а дорогоцінні камені. На головному фасаді знаходиться вхідний арочний отвір.
Біля церкви виявлені сліди монастиря 15-го—18-го століть. За Грязновим біля церкви з північно-східної частини була дерев'яна вежа-дзвіниця 17-го—18-го століть, яка вже до кінця 19-го століття була розібрана.

Декоративні вставки з валунів і майолікових плиток
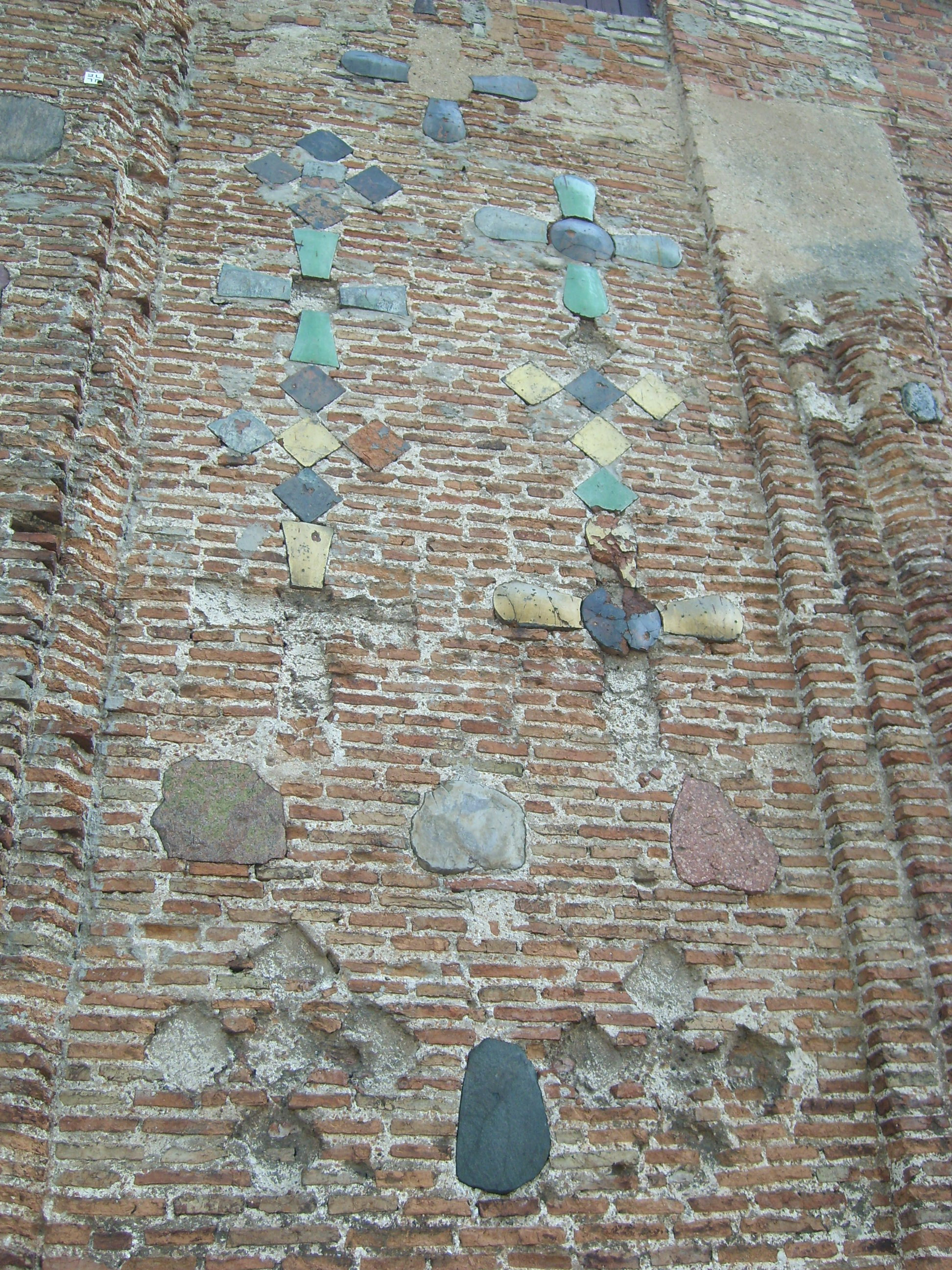
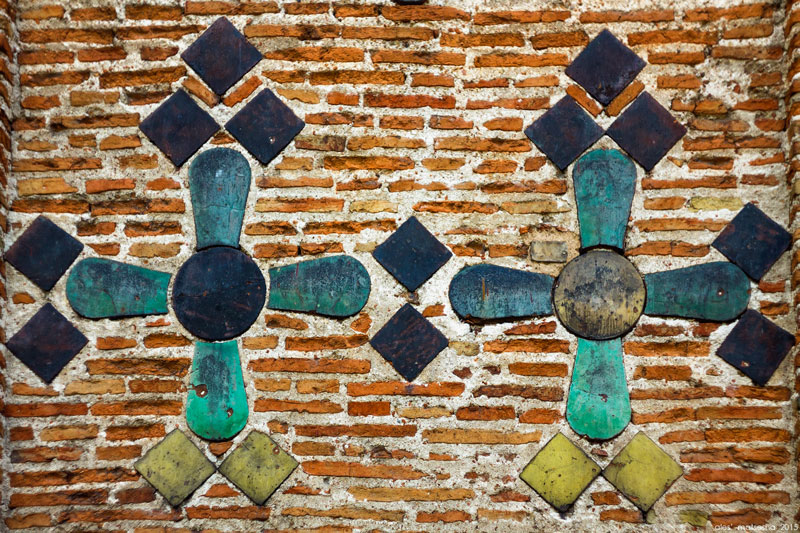
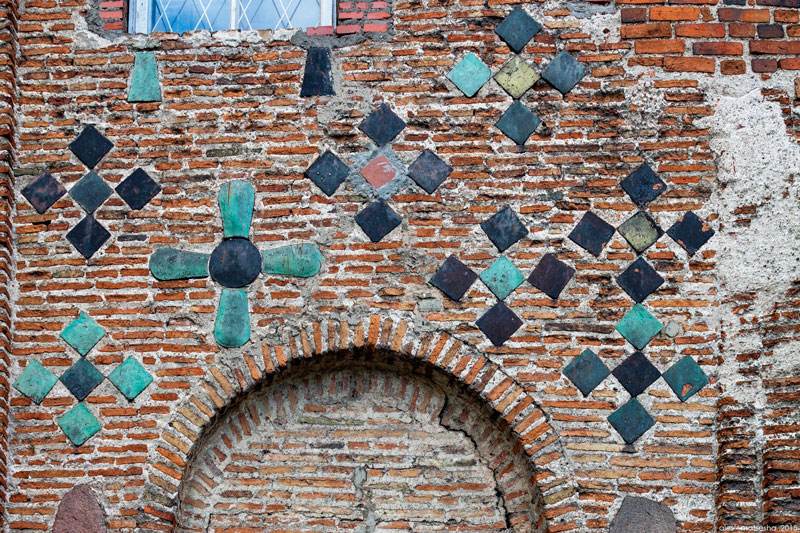
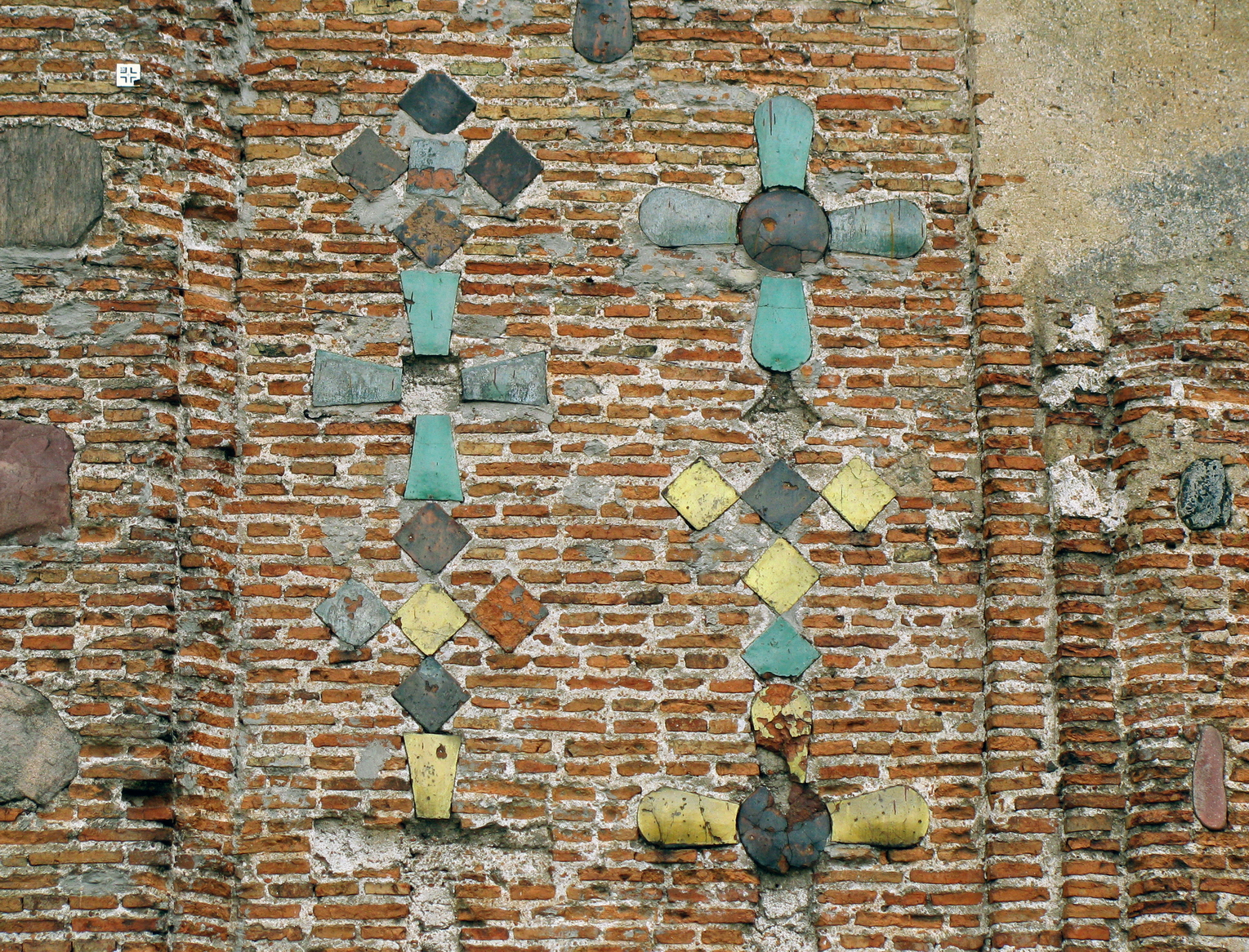

### Інтер'єр
Церкву умовно можна поділити на дві частини: основну та об'єм трьохапсидної вівтарної частини. У свою чергу основний об'єм, бічна стіна якого розділена лопатками на чотири прясла, складається з двох частин. У крайньому західному пряслі між західною стіною і першою парою стовпів знаходиться нартекс і розміщені над ним хори. Трьом іншим пряслам фасаду відповідає простір наосу, де колись був купол на барабані.

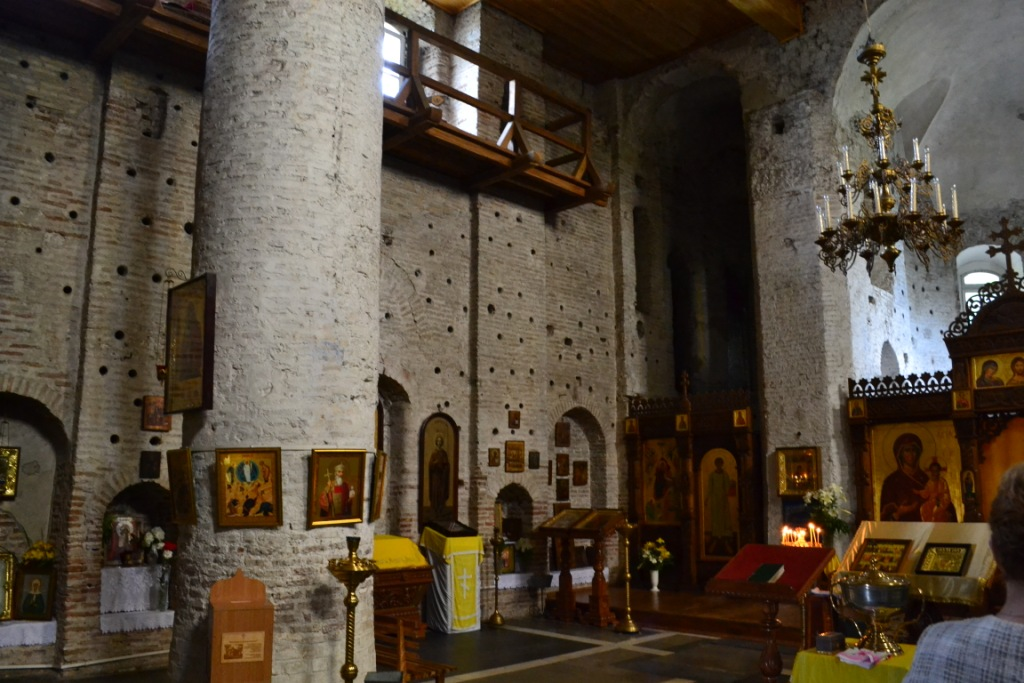
Внутрішнє оздоблення

Внутрішній простір розчленований круглими стовпами (діаметр близько 1,2 м) на прямокутних цоколях, вгорі поступово набувають хрестоподібної форми: 4 східні підкупольні, 2 західні під хорами, які спиралися на коробове склепіння. Використання круглих стовпів надавало інтер'єру вільний зальний характер, підкреслювало вертикальну динаміку простору та легкість будівлі.
Навпроти стовпів симетрично розташовані пілястри, які служать для зміцнення склепіння та декоративних цілей. У товщі стіни апсиди розміщені вузькі сходи, які вели на дерев'яні бічні галереї, об'єднані з хорами (не збереглися). Самі хори розташовувалися в західній частині над входом. До нашого часу збереглися уступи, на які спиралися хори. В товщині стін розташовувалися сходи-проходи для підйому на хори, одні з них збереглися в уцілілій північній стіні. По всій довжині стін, продовжуючи хори, йшли вузькі дерев'яні балкони. Також в товщі стіни є кілька отворів для зберігання цінностей, зараз вони закладені й отиньковані та відомі тільки за малюнками 19-го століття. Початкові склепінчасті перекриття давно втрачені, а існуюча дерев'яна стеля ніби тисне на погано освітлений простір через відсутність головного джерела світла — восьмивіконного барабана центрального купола.
Особливість інтер'єру — безліч керамічних глечиків-голосників, вмурованих у верхні частини північної, західної і південної стін та склепінні. Калозька церква за кількістю голосників перевершує будь-який відомий пам'ятник давньоруського зодчества[джерело?]. Голосники розміщені не тільки в стінах церкви, а й в апсидах і навіть в щаблях сходів апсид та частинах склепінь сходів. Вдало підібрані голосники не тільки створювали належну акустику, але і зменшували вагу склепінь, тому купол і стовпи, що підтримували склепіння, були тоншими. Внутрішній простір будівлі має вигляд великого залу та порівняно невеликий храм уявляється значно більшим за площею.

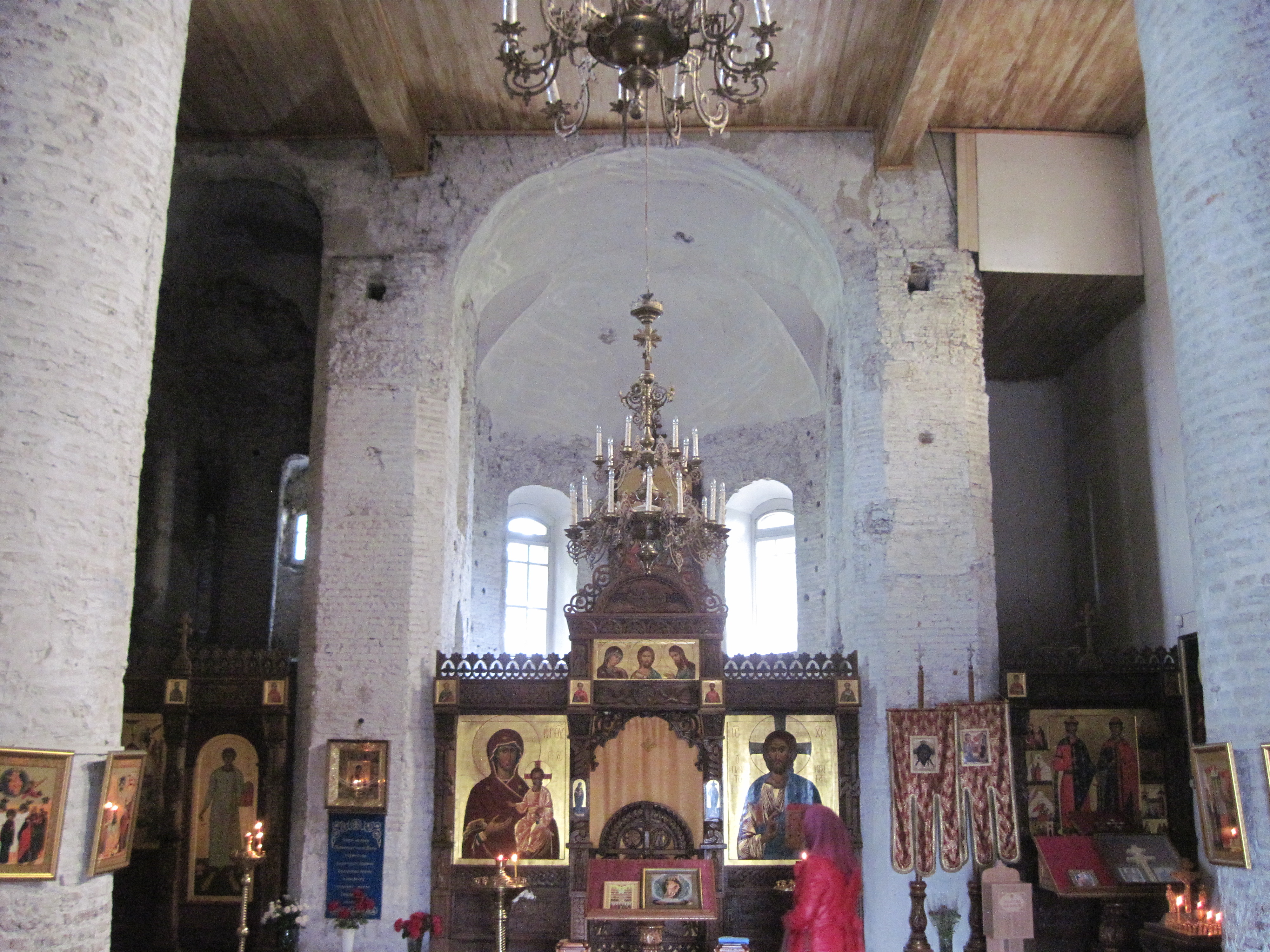
Вівтарна частина церкви

У східній (вівтарній) частині церкви, у верхній частині стін, розміщувалися вузькі віконні прорізи з арковими перемичками. Цих вікон було в кожній апсиді по три і вони в різний час були закладені цеглою. Стіни були оздоблені фресковим живописом (не зберігся і відомий за малюнками В. В. Грязнова). Під час реставраційних робіт 1985—1986 років знайдені фрагменти фресок на внутрішній стіні, які були виявлені ще в 1870 році під час будівництва вівтарної перегородки. Під шаром ґрунту були розкриті образи двох ангелів. Під час реконструкції 19 ст. розписи була частково знищені, а частково потиньковані. У 1894 році В. Грязнов виявив в правій частині вівтаря силуети композиції «Свята Трійця», в середній частині — хрест, вгорі між вівтарними частинами — зображення сонця і місяця. Під час реставрації 1985-1987 років на північній стіні розкриті арочні отвори, знайдено фресковий розпис: на отворах — геометричні коричнево-червоний орнамент на світло-сіро-рожевому тлі.
Підлога церкви складалася з полив'яних квадратних, трикутних і фігурних плиток. На відміну від підлоги Нижньої церкви підлога Борисоглібської церкви набагато простіша: в оздобленні підлоги використані плитки тільки чотирьох видів замість 17 в Нижній. Десь у 13-му столітті з'явилися глазуровані рельєфні плитки, а у 18-му столітті — мармурові плити. Фрагмент підлоги 12-го століття зберігся в бічній апсиді. Під підлогою зберігся культурний шар, який існував до будівництва храму. Центральна апсида виділена 2-ярусним дерев'яним іконостасом (створений в 1996—1999 роках, художник-реставратор з Риги А. Льянов). Під церквою була крипта з похованнями зі слов'янськими написами; у 1857 році на західній стіні церкви був камінь із написом «Положен раб Божи Елизар лета от сотворения мира 6998 (1490)».

## Церква на зображеннях 19-го століття
Зберігся ряд малюнків і літографій, зроблених художниками упродовж 19-го століття. Багато з них особливо цінні, тому що малювалися з натури, ще до катастрофічних обвалів 1853 та 1889 років.

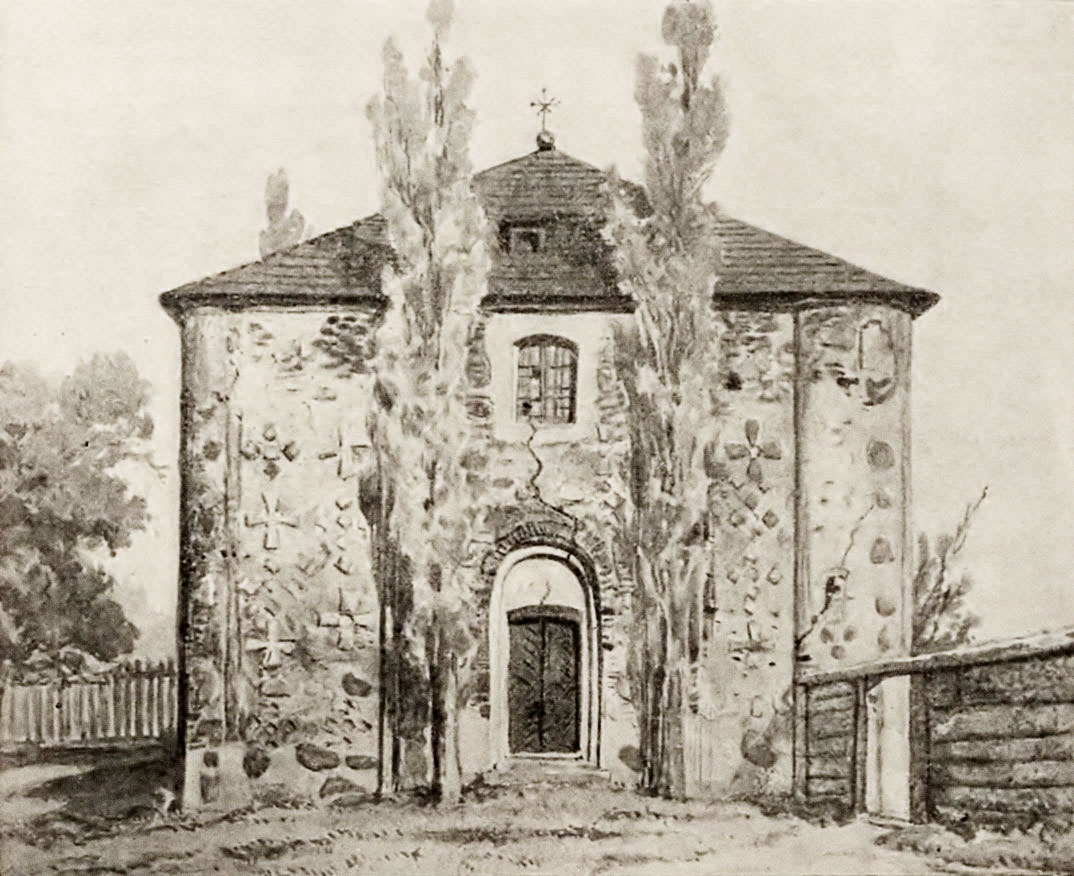
Мартин Ольшинський. Західний фасад Калозької церкви. На малюнку видно тріщини, стан пам'ятки катастрофічний

На малюнку Мартина Ольшинського, який датований до 1853 року, відображений західний фасад церкви. Замість даху з трьома куполами, що згадується в «Інвентарі» І. Кульчинського, видно вже звичайний чотирисхилий дах, увінчаний скромним металевим хрестиком. Кутова пілястра, до якої примикає паркан з колод, трохи розширена і позбавлена майолікової прикраси. Майже над самою огорожею в пілястри видно невелике віконце, по якому проходить тріщина. Воно освітлювало сходи, вбудовані в західну стіну, — по них потрапляли безпосередньо на хори. Велике вікно посередині фасаду та отинькована закладка отвору явно пізніші. Через них також проходить тріщина, що говорить про наближення катастрофи.

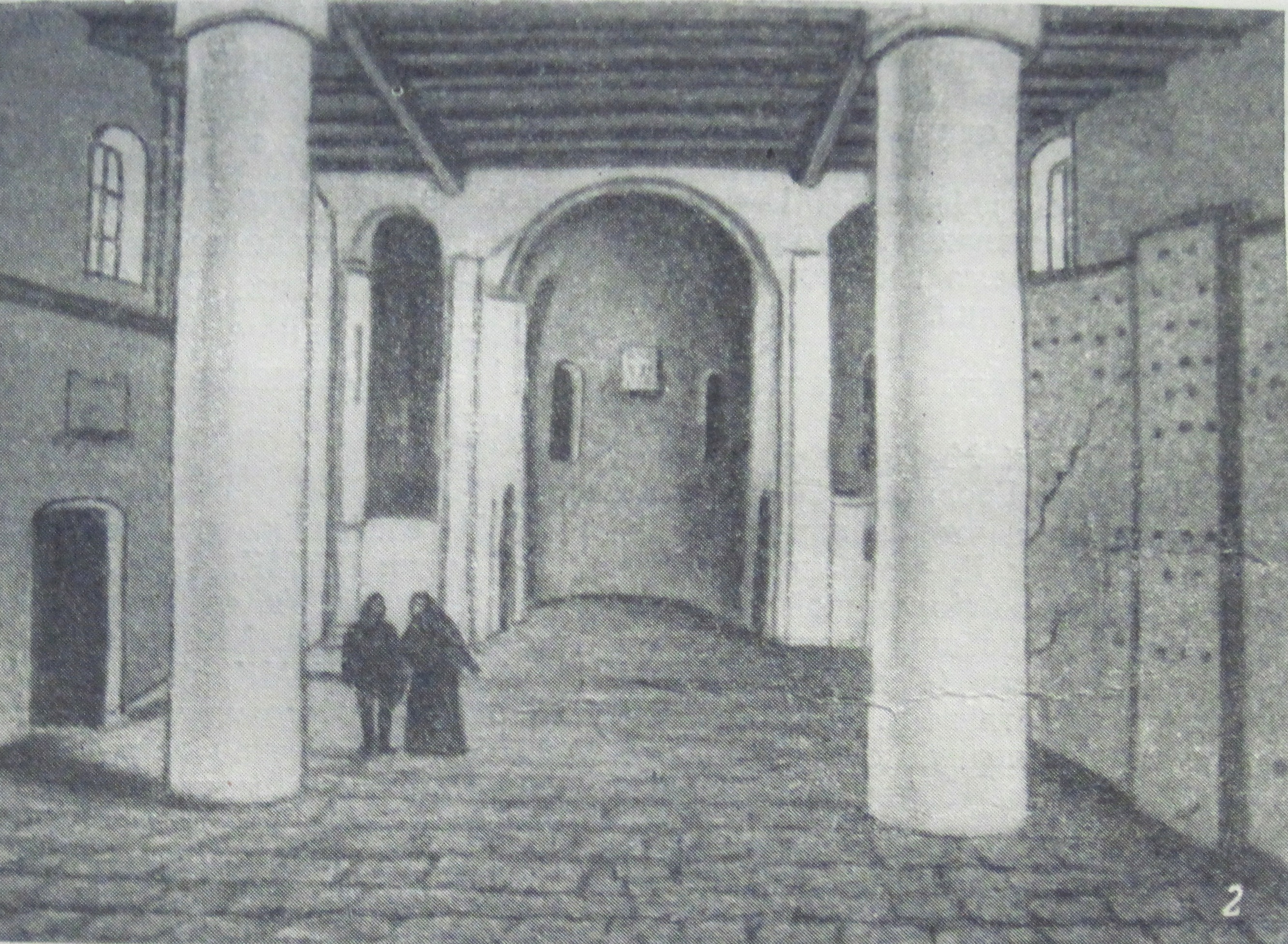
Войцех Герсан. Інтер'єр Калозької церкви.

До 1853 року виконано і малюнок Войцеха Герсана, що відображає інтер'єр. На малюнку виділяються горизонтальні уступи північній і південної стін. Лопатка південної стіни стесана врівень з виступом, хоча спочатку вона простягалася вгору і через арочку з'єднувалася зі стоячою з нею в створі колоною. Перемичка отвору дверей в північній стіні, яка спочатку була напівциркульною, вже перероблена, так само як перероблені з малих на великі вікна в другому ярусі.
На малюнку Михайла Кулеші церква зображена з південного сходу. Дрібний масштаб ілюстрації не дозволяє говорити про якісь показові деталі. Крім того, композиція малюнка явно романтизована, що дає підставу засумніватися в його документальній точності.
У «Російському художньому листку» В. Цімма у 1858 році будівля показана з південно-східного боку, але цей малюнок М. В. Крюківського досить невеликий.
У 1867 році зроблена літографія згідно малюнка I. Трутнева. Вона досить точно і детально показує церкву з боку апсид. На літографії ще видно апсида дияконника (ризниці), що обрушилася в Німан у 1889 році.
Приблизно в тому ж 1867 році Р. Кудрявцев виконав літографії відповідно до малюнків В. Грязнова.
Зрештою, вчитель малювання Віленської гімназії В.В. Грязнов зробив план і розрізи руїн церкви, детальне зображення вівтарного вікна, вигляди південного і західного фасадів. Незважаючи на те, що Грязнов малював церкву у 1856 році і, природно, що багато чого йому довелося відтворювати по пам'яті або за ескізами, зробленими ще до 1853 року, малюнки вважаються досить точними. Особливий інтерес представляє єдине зображення втраченого південного фасаду.
Після обвалу зроблений малюнок Наполеона Орди і виданий в літографії у 1875—1879 роках. На цьому малюнку зруйнований храм показаний з південно-західного боку.
У 1864 році в західні губернії Російським археологічним товариством була споряджена експедиція для замальовки і обмірів пам'яток старовини. Один із її членів, архітектор І. Горностаєв, зробив обміри церкви, які проте доволі схематичні і неточні.

Обмірні креслення Калозької церкви. 1852 р. (Автор, очевидно, В.В. Грязнов)
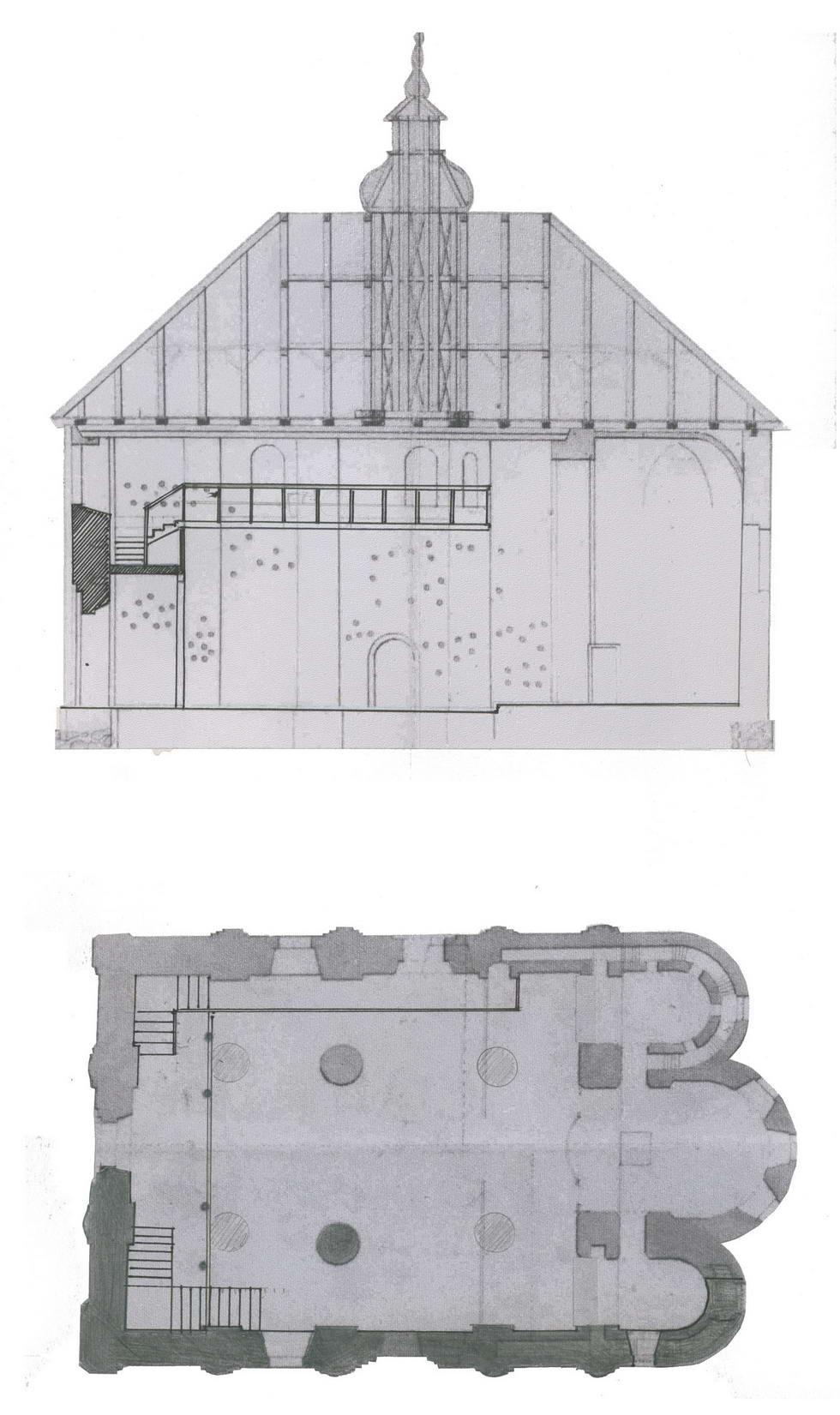
Поздовжній розріз і план церкви
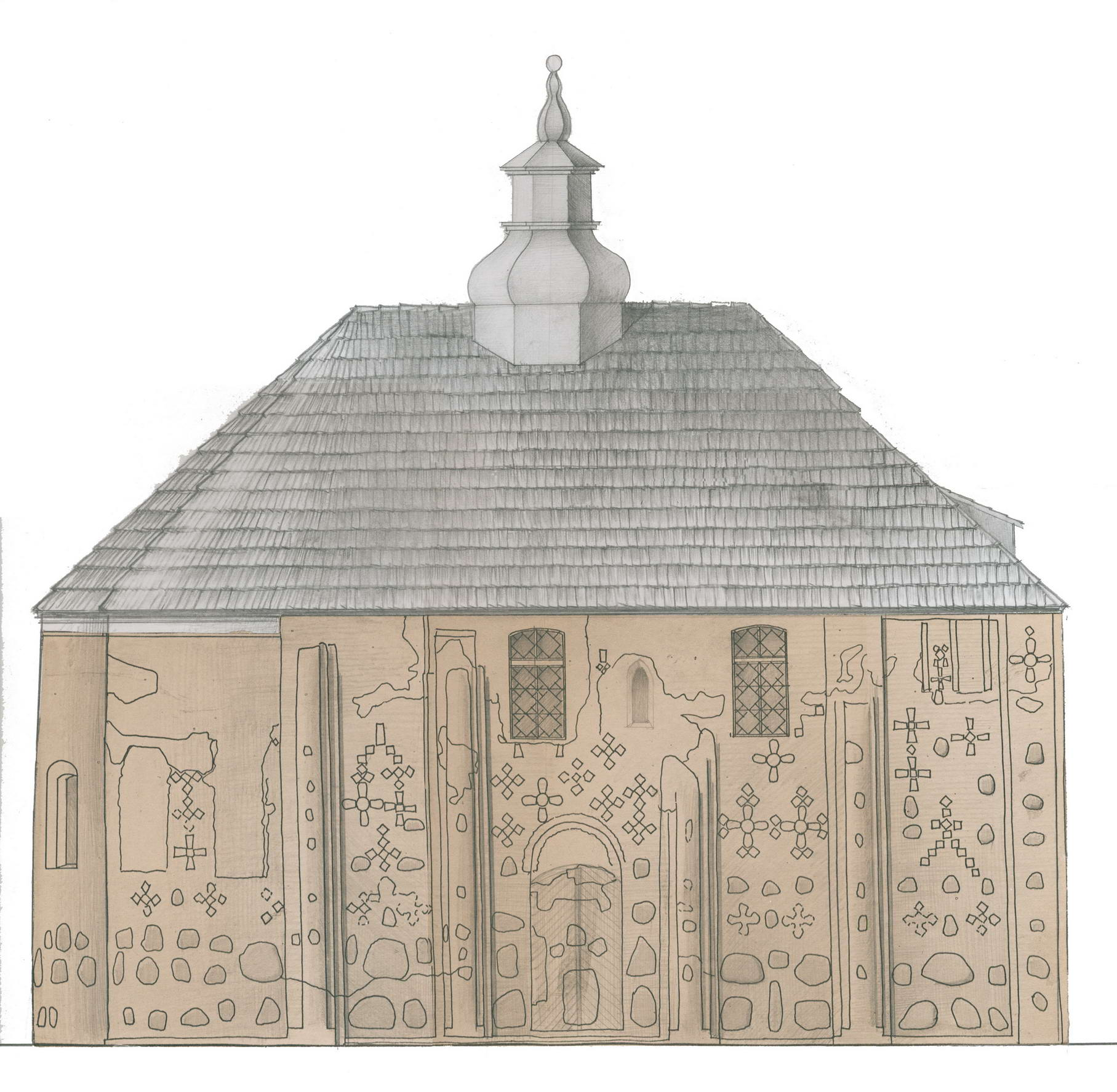
Північна стіна
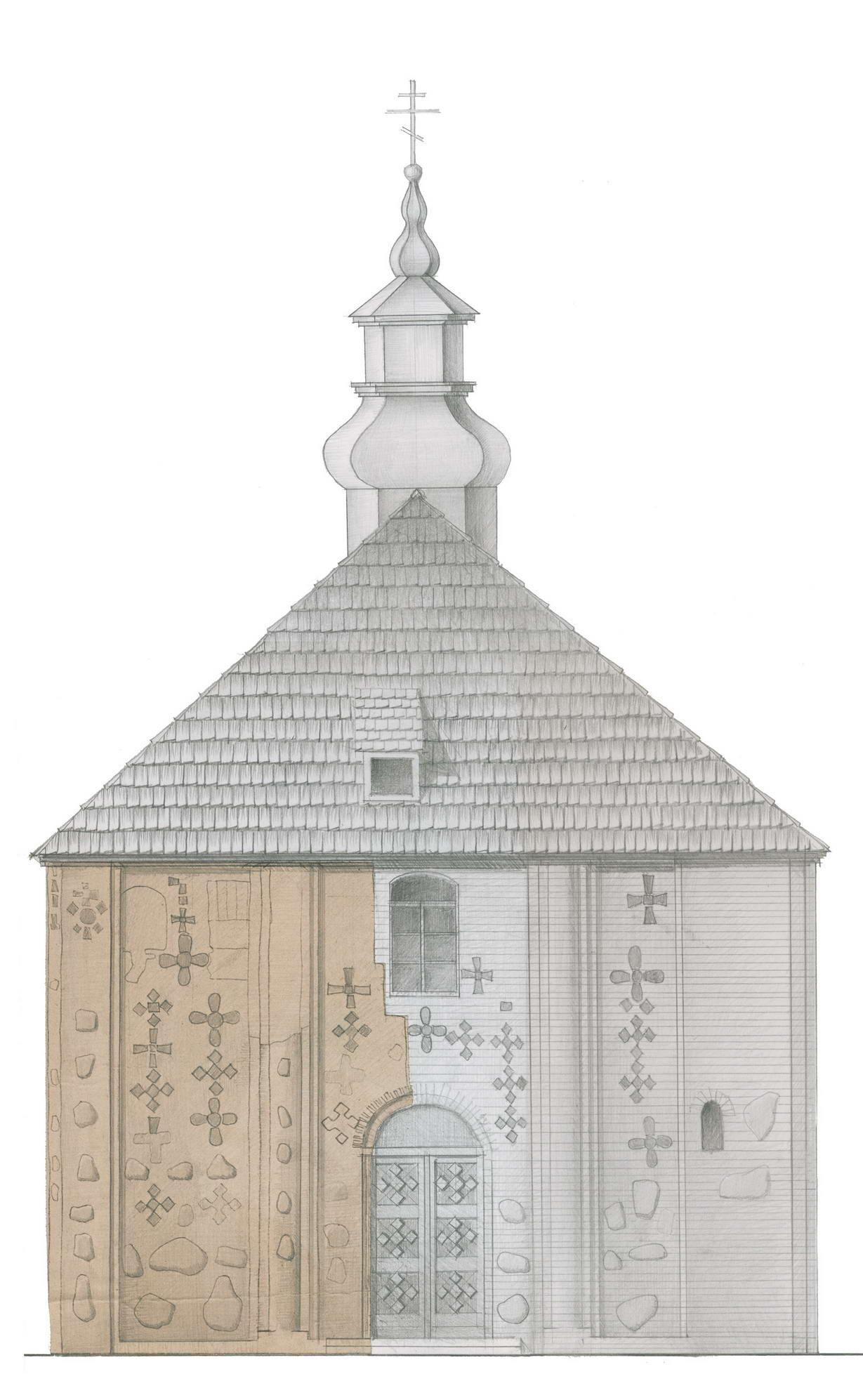
Західний фасад
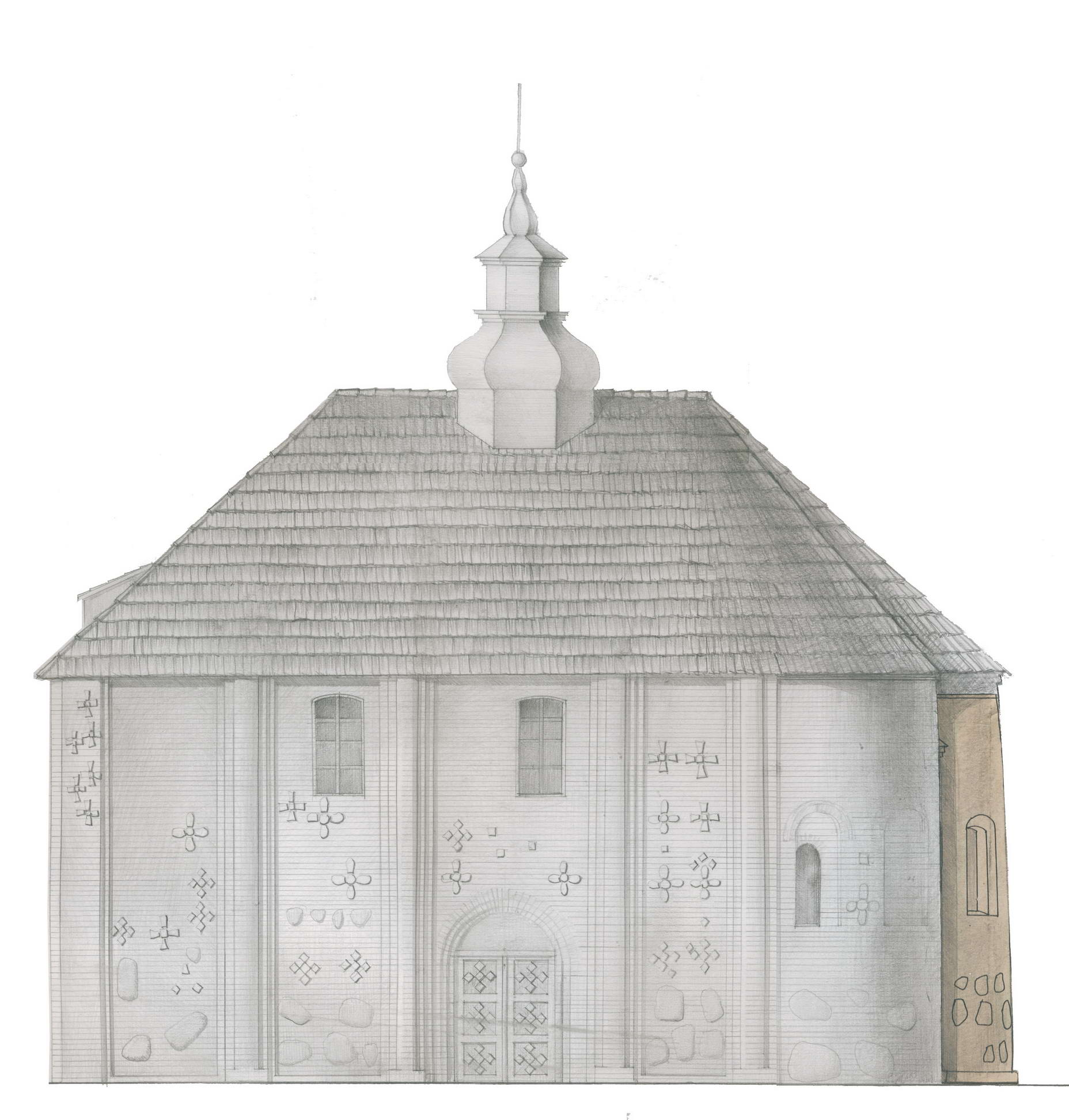
Південна стіна
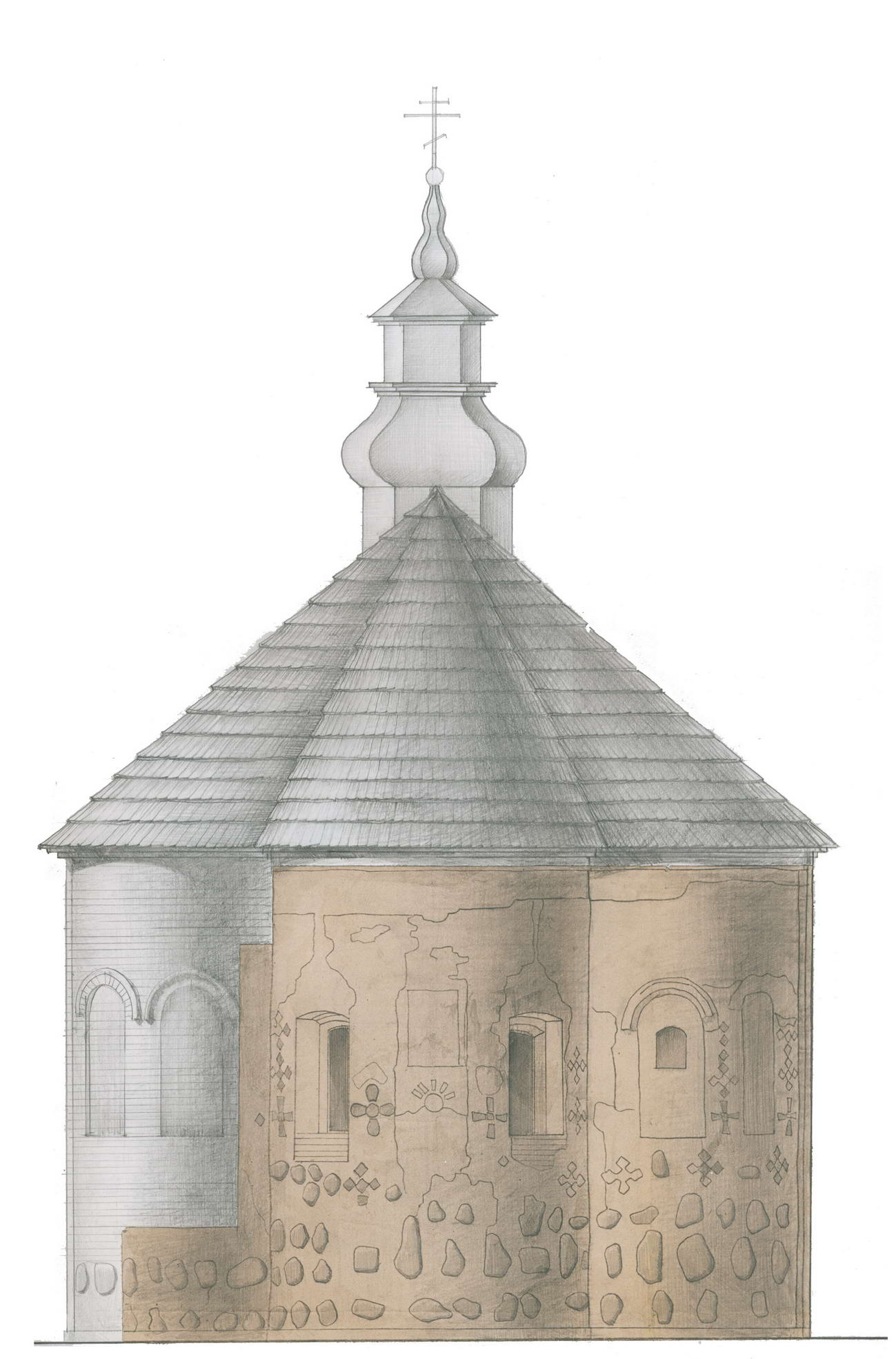
Східна стіна (три апсиди)

## Археологічні дослідження
Наприкінці 19-го століття пам'ятку досліджував В.В. Грязнов, який виявив у кладці будівлі голосники, знаки на цеглинах і висловив думку, що церква мала фрескові розписи.

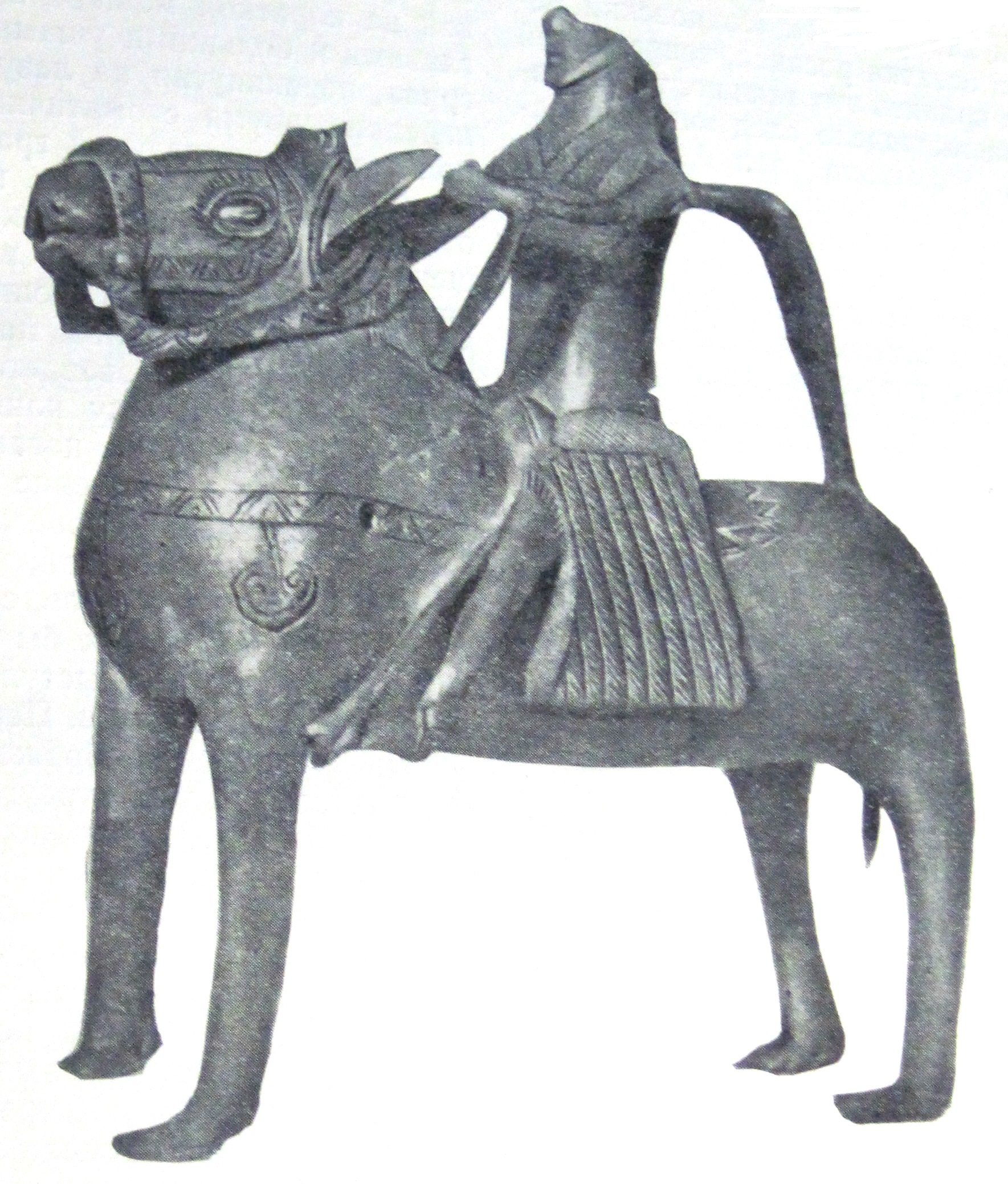
Водолій 12 ст. з начиння Калозької церкви

У 1904 році після того, як церкву досліджував П. П. Покришкін, постало питання про відновлення пам'ятки в первісному вигляді зі «зведенням відсутніх частин за зразком існуючих». При цьому комісія, яка керувала роботою, визнала, що необхідно зробити дослідження фундаментів і провести розкопки всередині й зовні церкви. Однак якою мірою були проведені ці роботи точно невідомо.
У 1935 році відомий гродненський дослідник Юзеф Ядковський під час проведених розкопок біля північної стіни з'ясував, що фундаменти церкви зроблені насухо з каменів середніх розмірів на глибину 1,5 м. З'ясувалося, що стіна має трьохприступковий цоколь, пов'язаний з трьохприступковими лопатками, які вертикально поділяють її на окремі прясла. Дослідникам було зібрано багато глазурованих плиток від підлоги 12-го століття. У північно-східній апсиді простежено шматок первісної підлоги, над яким перебував прошарок землі в 5-8 см, а ще вище знаходилися товсті (до 5 см) рельєфні орнаментовані плитки розміром 19,5 х 19,5 см, які, як вважається, датуються 13-м століттям У головній апсиді дослідник виявив залишки первісної підлоги з фігурних плиток із зеленою і жовтою глазур'ю. Під дерев'яною підлогою в центральній апсиді відкрили сінтрон — кам'яну лаву для церковних служителів.
У 1946 році пам'ятник досліджував І. М. Хозеров, який відзначив наявність чотирьох круглих стовпів, що є нехарактерним для архітектури Білорусі 12-го століття.
У 1981, 1983—1984 роках церкву досліджували археологи П. О. Раппопорт, О. А. Трусов і архітектор В.Г. Слюнченко. Під час розкопок були розкриті квадратні фундаменти північно-східного, північно-західного і північно-західних стовпів, а в південній апсиді виявлені залишки підлоги 12-го століття, викладеної з квадратних і трикутних глазурованих плиток. Був простежений культурний шар з керамікою 11-го—12-го століть, зібрано велику кількість неглазурованої кераміки 15-го—16-го століть і визначено місце розташування пізнього монастиря. Також була проведена реконструкція бічної галереї.
Під час реставраційних робіт 1985—1986 років розкриті фрагменти фрескового розпису 16-го століття та численні графіті на стіні.

## Плани реставрації церкви
Рішення про проведення реставраційно-відновлювальних робіт було прийнято в грудні 2008 року. Спочатку розглядалося 12 варіантів реставрації церкви. Проект, запропонований архітектором Г. Лаврецьким, передбачав одночасно і реставрацію стін, і реконструкцію — добудову купола, даху та заміну дерев'яної стіни на аналогічну збереженій. Також проект передбачав відновлення периметра церкви, склепінь і купола, а також оснащення будівлі усіма необхідними комунікаціями. Підлога в церкві планується жовто-зеленою та має бути з підігрівом. Дах покриють мідними листами, а перекриття над ними з клеєних дерев'яних балок. У відновлювану кам'яну стіну вмонтують голосники.

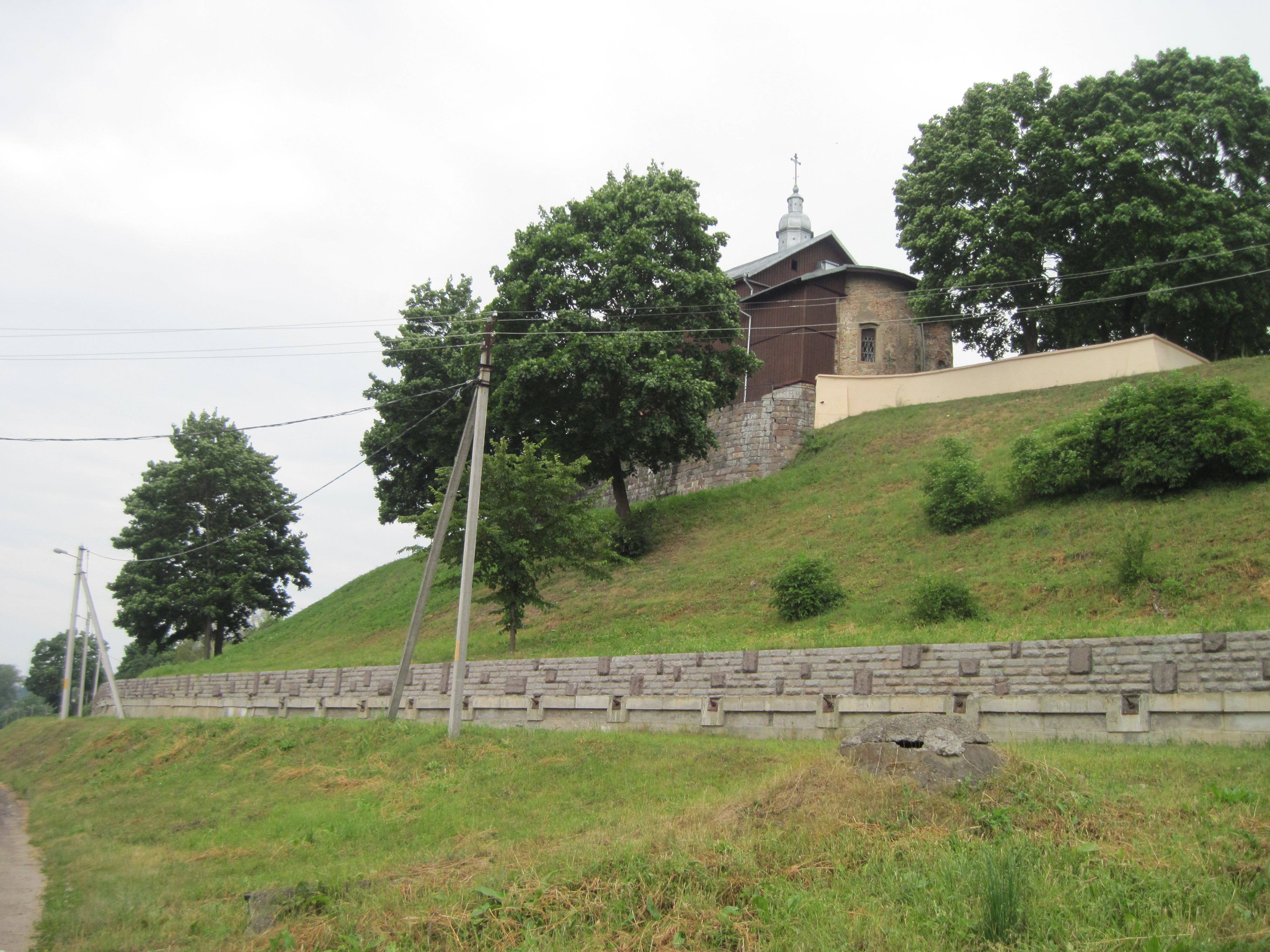
Зміцнення схилу Каложського пагорба

Однак вже в червні 2009 року робота над будівельним проектом була припинена у зв'язку з відсутністю фінансування.
Проект викликав гарячі суперечки з боку фахівців. Науковці заявляють, що проект реставрації та відновлення церкви розроблений під 12-е століття, проте немає ніяких документів і малюнків, як виглядала церква в цей час. За міжнародними стандартами тільки реставрація, яка вважається науковою, дає шанс об'єкту потрапити на розгляд в ЮНЕСКО. Таким чином, відновлення під 12-е століття зробить з церкви красивий муляж, але не буде ні історичним, ні науковим. Альтернативою офіційного проекту збереження Каложі вчені вважають консервацію замість реконструкції.
За дослідженнями Ігоря Трусова пагорб, на якому стоїть Каложа, продовжує руйнуватися. Він був укріплений, але не ідеально. Тому частина Каложі може обвалитися знову.
У 2010 році рішенням Гродненського міськвиконкому була оголошена громадська акція «Відродимо Каложу разом!», присвячена збору коштів на реставрацію пам'ятки. Передбачалося, що після реставрації церква буде внесена в список пам'яток Світової спадщини ЮНЕСКО. Акція викликала дискусію серед учених і громадськості. Прихильники реставрації стверджують, що реставрація дозволить зберегти пам'ятку від знищення, тоді як противники стверджують, що стародавня церква стане новобудом.

## Церква на марках та пам'ятних монетах
15 жовтня 1992 року введено в обіг поштову марку Республіки Білорусь із серії «Архітектурні пам'ятки Білорусі», на якій зображено Каложську церкву з північно-східного боку.
- Написи — «БЕЛАРУСЬ BELARUS'», «г. Гродна. Барысаглебская (Каложская) царква. ХІІ ст.», «2.00».
- Художник — Л.Зайцев.
- Номінал — 2 рублі.
- Кількість марок у листі — 36 (6×6).
- Колекційна ціна — 0,10 USD.
- Друк офсетний, повноколірний; Москва. Папір крейдований.
- Тираж 1,36 млн екз.[77]

20 жовтня 1998 року введено в обіг поштову марку Республіки Білорусь із репродукцією картини В. К. Цвірко «Каложа» з колекції Національного художнього музею Республіки Білорусь. На картині зображена Борисоглібська церква з південно-східного боку
- Написи — «НАЦЫЯНАЛЬНЫ МАСТАЦКІ МУЗЭЙ РЭСПУБЛІКІ БЕЛАРУСЬ», «ЦВІРКА В. К. „КАЛОЖА“. АРХІТЭКТУРНЫ ПОМНІК ХІІ СТ.», «БЕЛАРУСЬ», "«BELARUS 1998», «3000».
- Номінал — 3000 рублів.
- Кількість марок у листі — 30 (5х6)
- Колекційна ціна — 0,10 USD.
- Тираж 90 000 екз.[78]

Борисоглібська церква на марках та пам'ятних монетах Республіки Білорусь
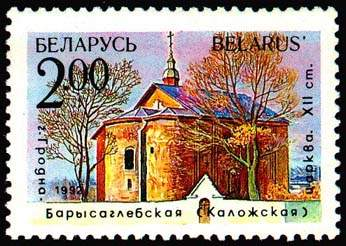
Поштова марка, 1992 р.
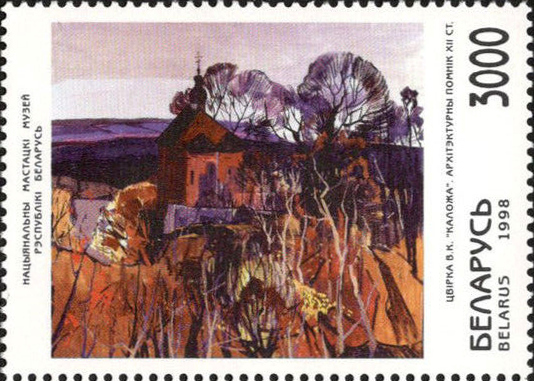
Поштова марка, 1998 р.
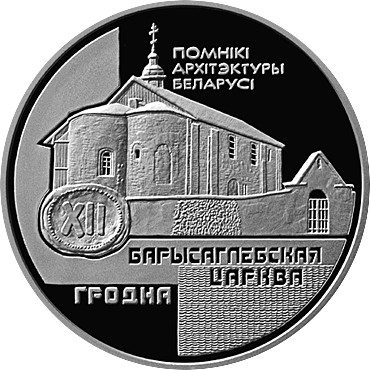
Реверс пам'ятної монети 1999 р.

20 липня 1999 року введені в обіг пам'ятні монети Республіки Білорусь «Борисоглібська церква». Автор дизайну — Т. Радивилко (Білорусь). Карбування: АТ «Монетний двір Польщі», Варшава, Польща.
- Срібна монета, проба срібла: 925.
  - Номінал: 20 рублів.
  - Маса монети: 33,63 г.
  - Маса срібла в чистому вигляді: 31,1 г.
  - Якість: «пруф».
  - Діаметр: 31,61 мм.
  - Тираж: 2 000 шт.

- Мідно-нікелева монета, мідно-нікелевий сплав.
  - Номінал: 1 рубль.
  - Маса монети: 13,16 г.
  - Якість: «пруф-лайк».
  - Діаметр: 32 мм.
  - Тираж: 2 000 шт.

Монети мають форму кола, з лицьового та зворотного боків — виступаючий кант по колу. Бічна поверхня монет рифлена.
Аверс: в колі, обрамленому геометричним орнаментом, — рельєфне зображення Державного герба Республіки Білорусь, під ним зазначені рік карбування, для срібної — маса дорогоцінного металу в чистоті і проба сплаву; по колу — написи: у верхній частині — «РЭСПУБЛІКА БЕЛАРУСЬ», в нижній — «ДВАЦЦАЦЬ РУБЛЁЎ» на срібній і «АД3ІН РУБЕЛЬ» — на мідно-нікелевій.
Реверс: у центральній частині — рельєфне зображення Борисоглібської церкви; на площині у вигляді старовинної печатки вказана дата—XII, вгорі — напис в три рядки: «ПОМНІКІ АРХІТЭКТУРЫ БЕЛАРУСІ», внизу на рельєфній поверхні — напис в три рядки: «БАРЫСАГЛЕБСКАЯ ЦАРКВА ГРОДНА».

## Світлини

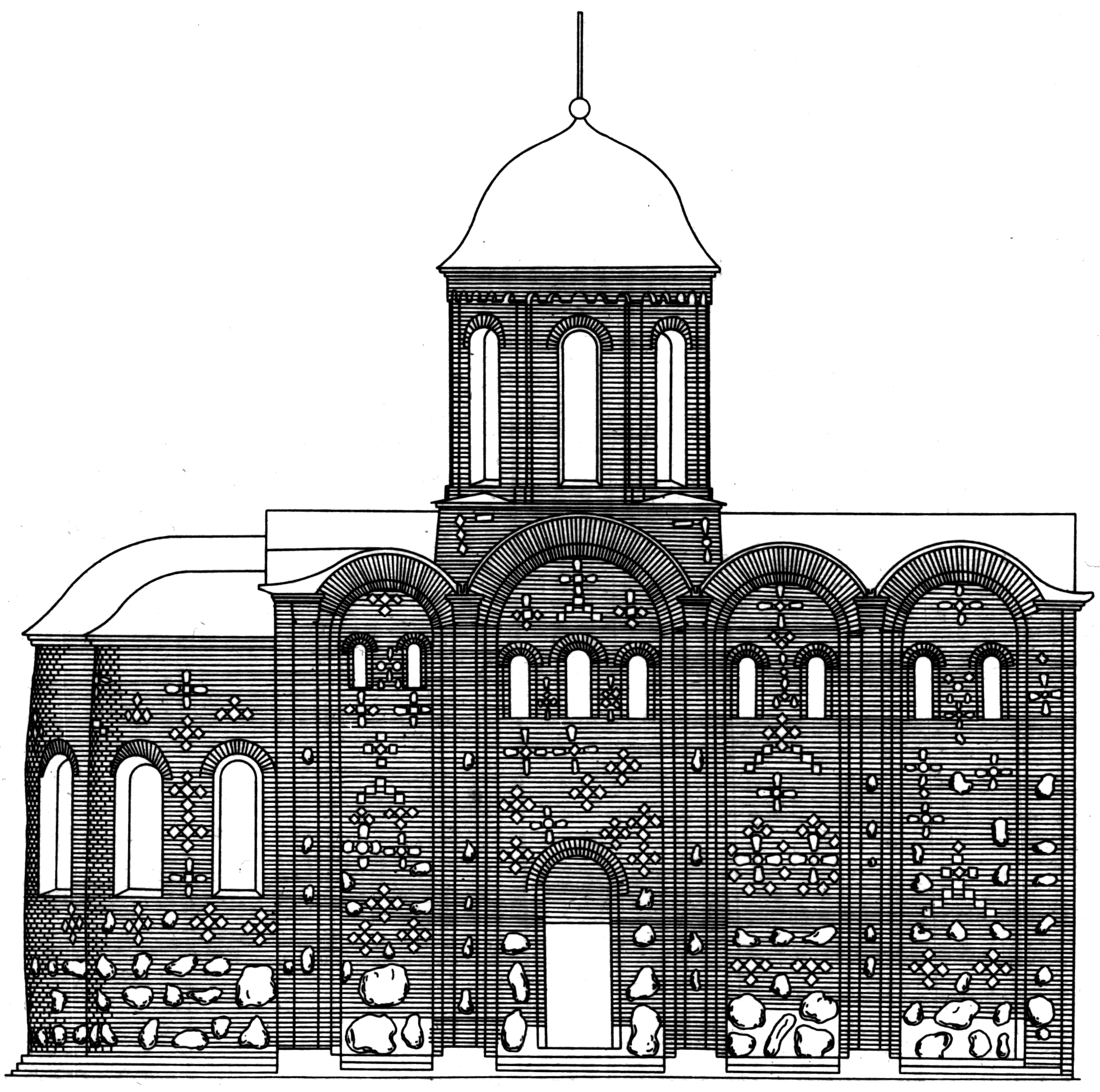
Реконструкція Калозької церкви, виконана академіком архітектури Іваном Івановичем Горностаєвим у 1864 р.
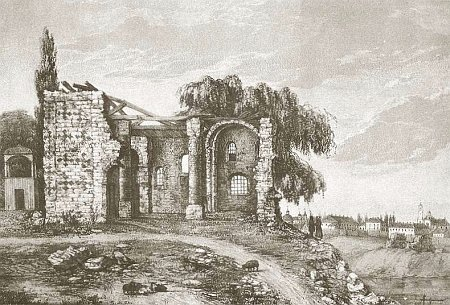
Калозька церква на літографії Наполеона Орди, 1870-ті рр.
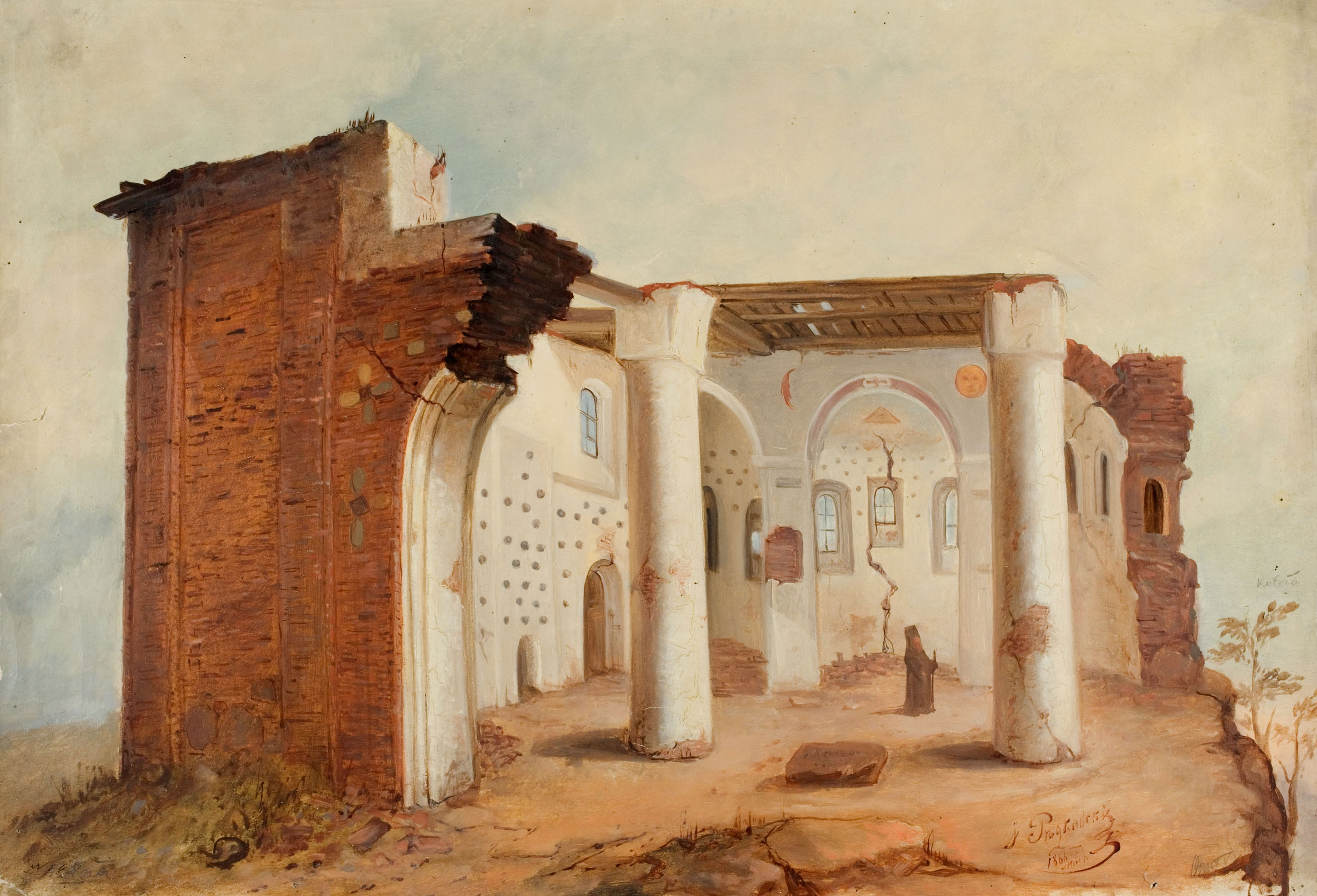
Румовища церкви, 1860-ті рр.
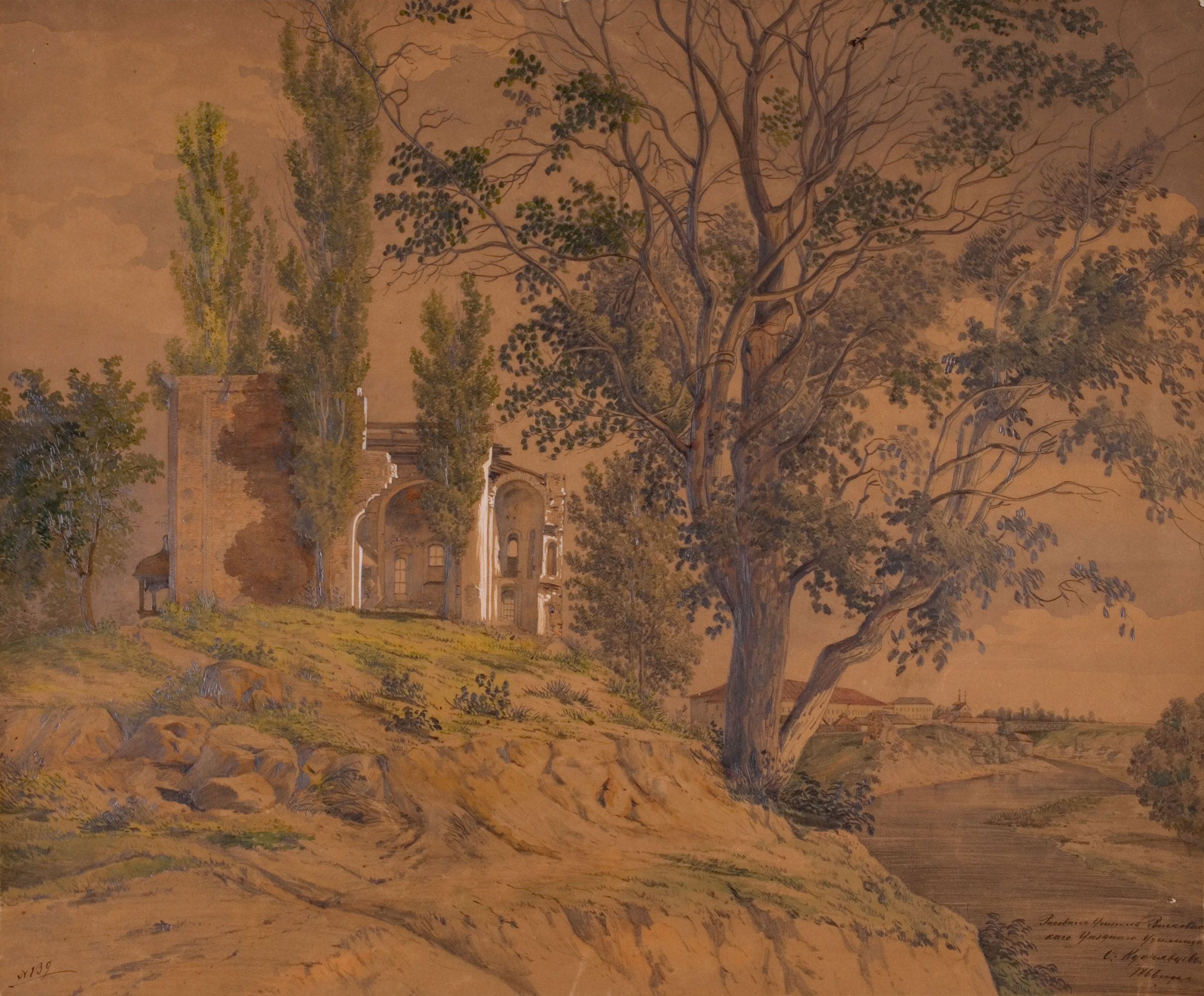
Літографія Кудрявцева, 1860-ті рр.
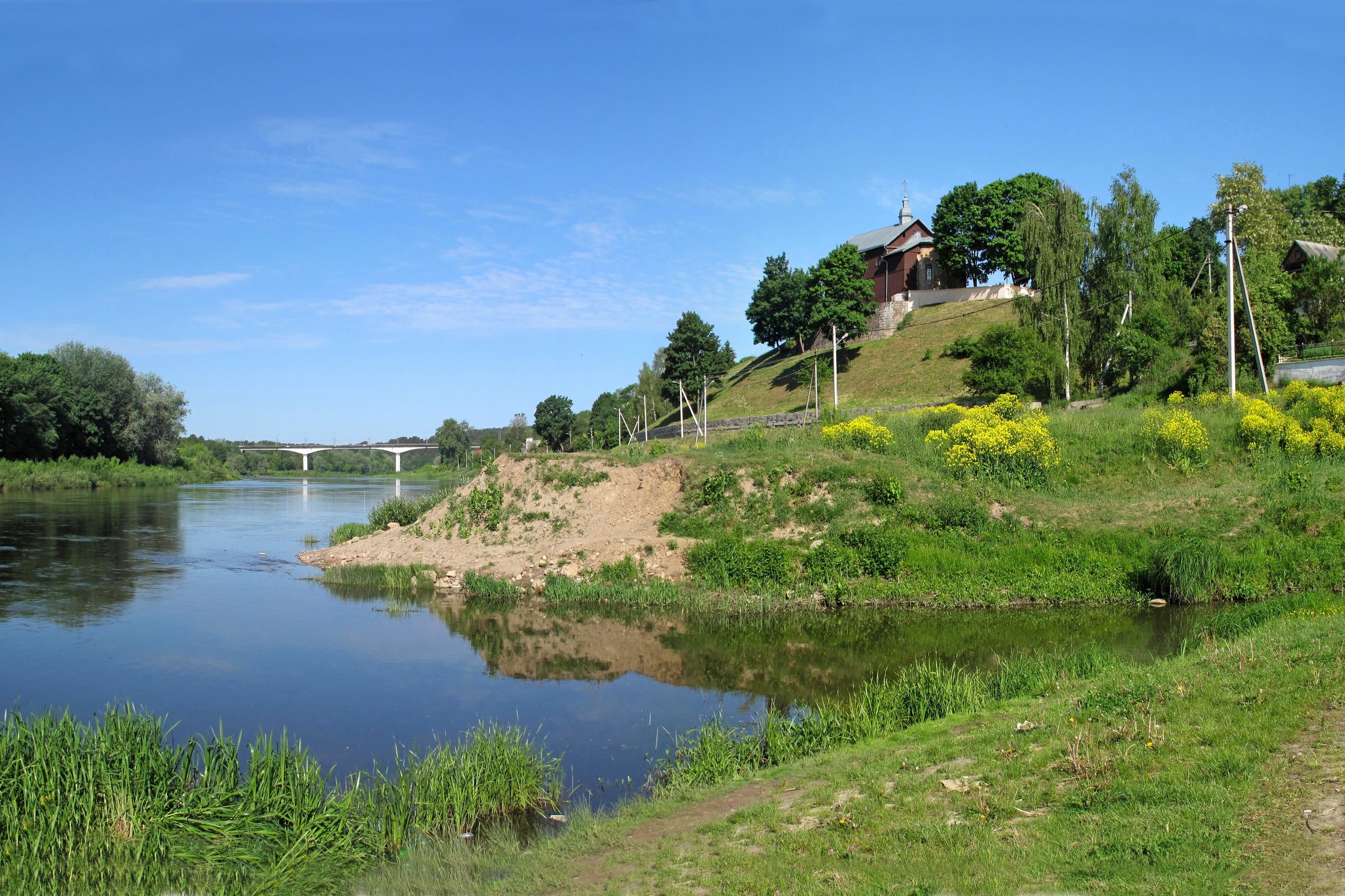
Каложа з південно-східного боку. На передньому плані — гирло річки Городнічанка та річка Німан. Травень 2012 р.
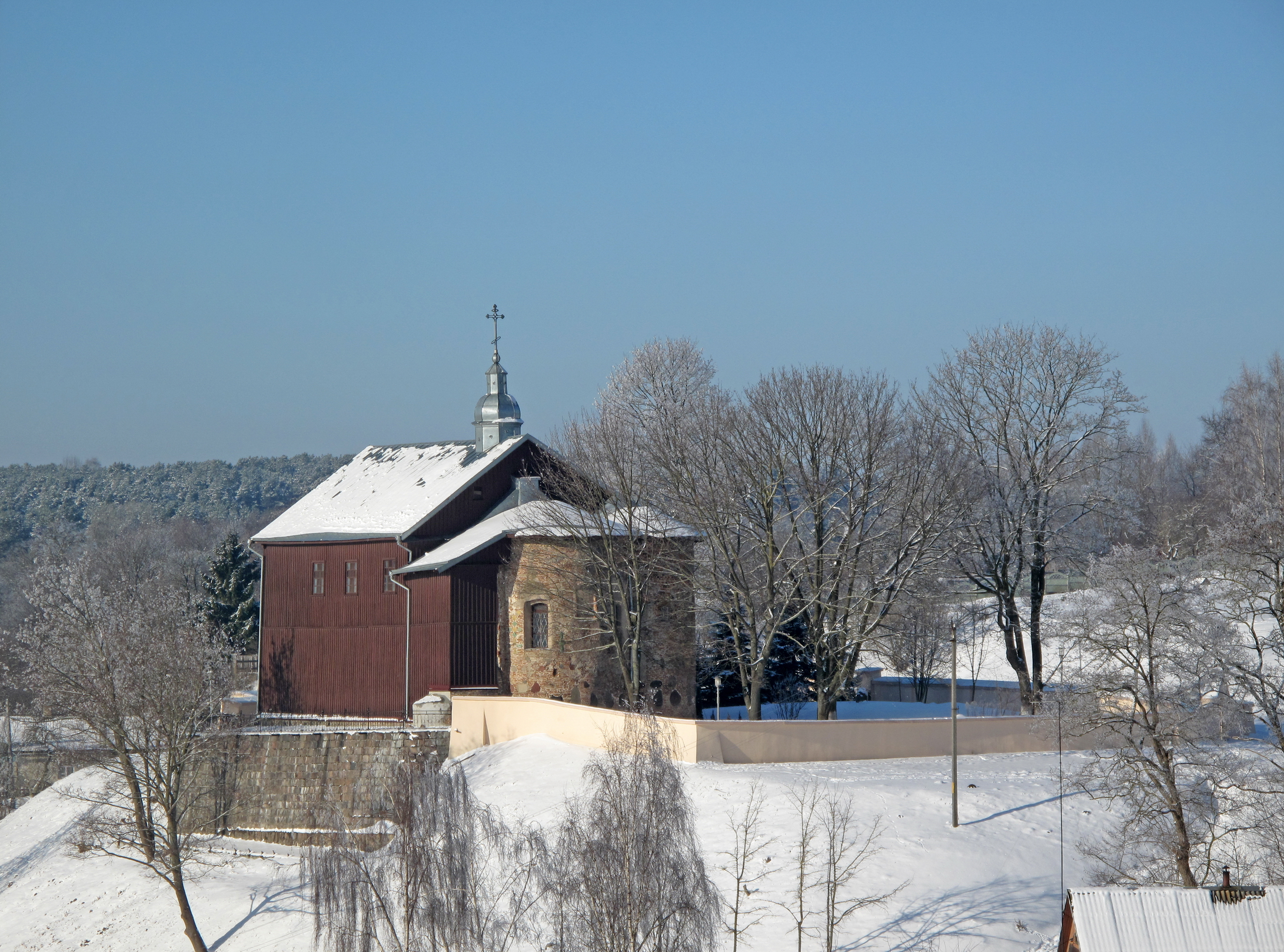
Борисоглібська церква з боку Старого замку. Південна стіна церкви та апсиди. Січень 2011 р.
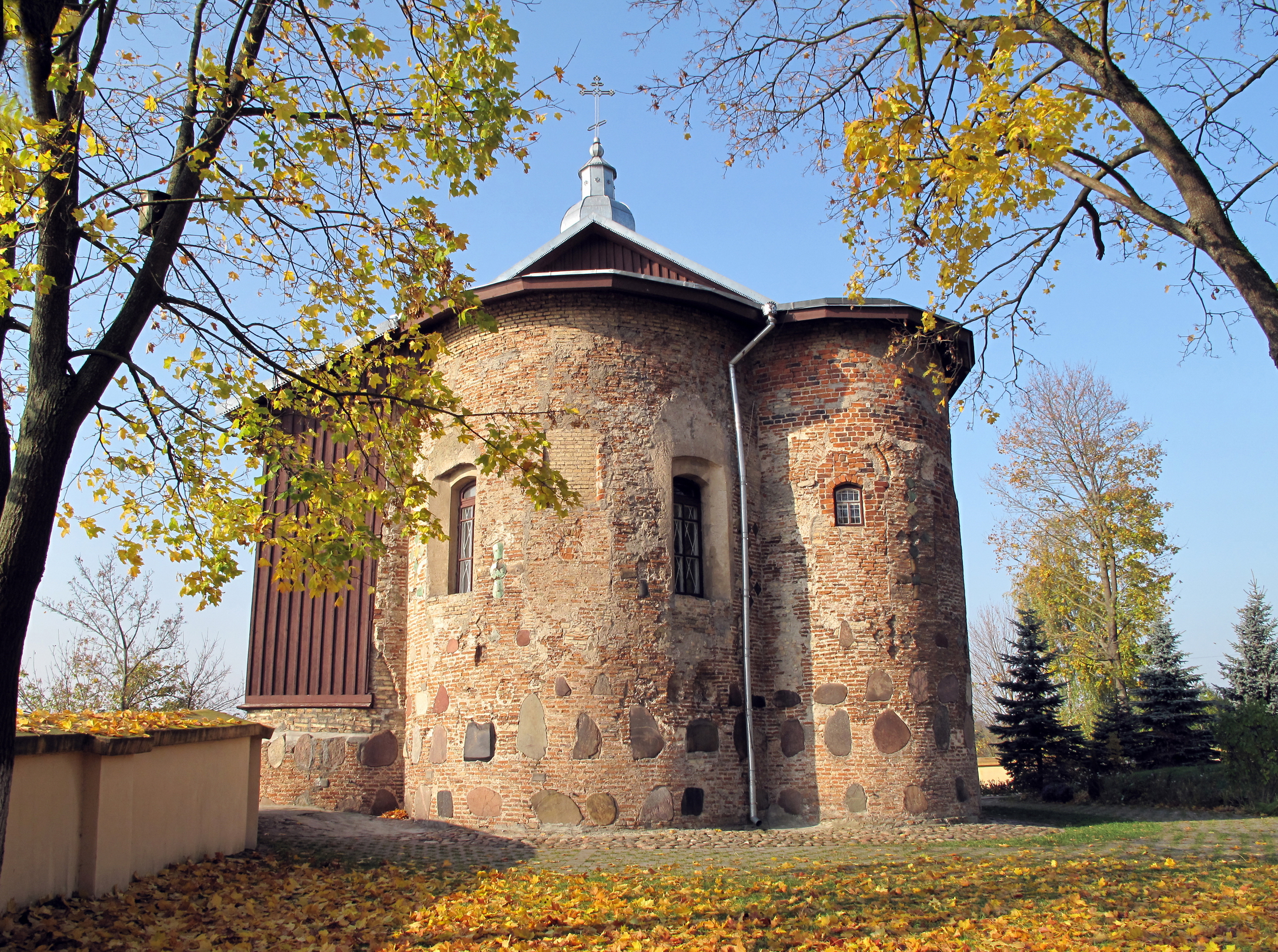
Апсиди церкви. Жовтень 2009 р.
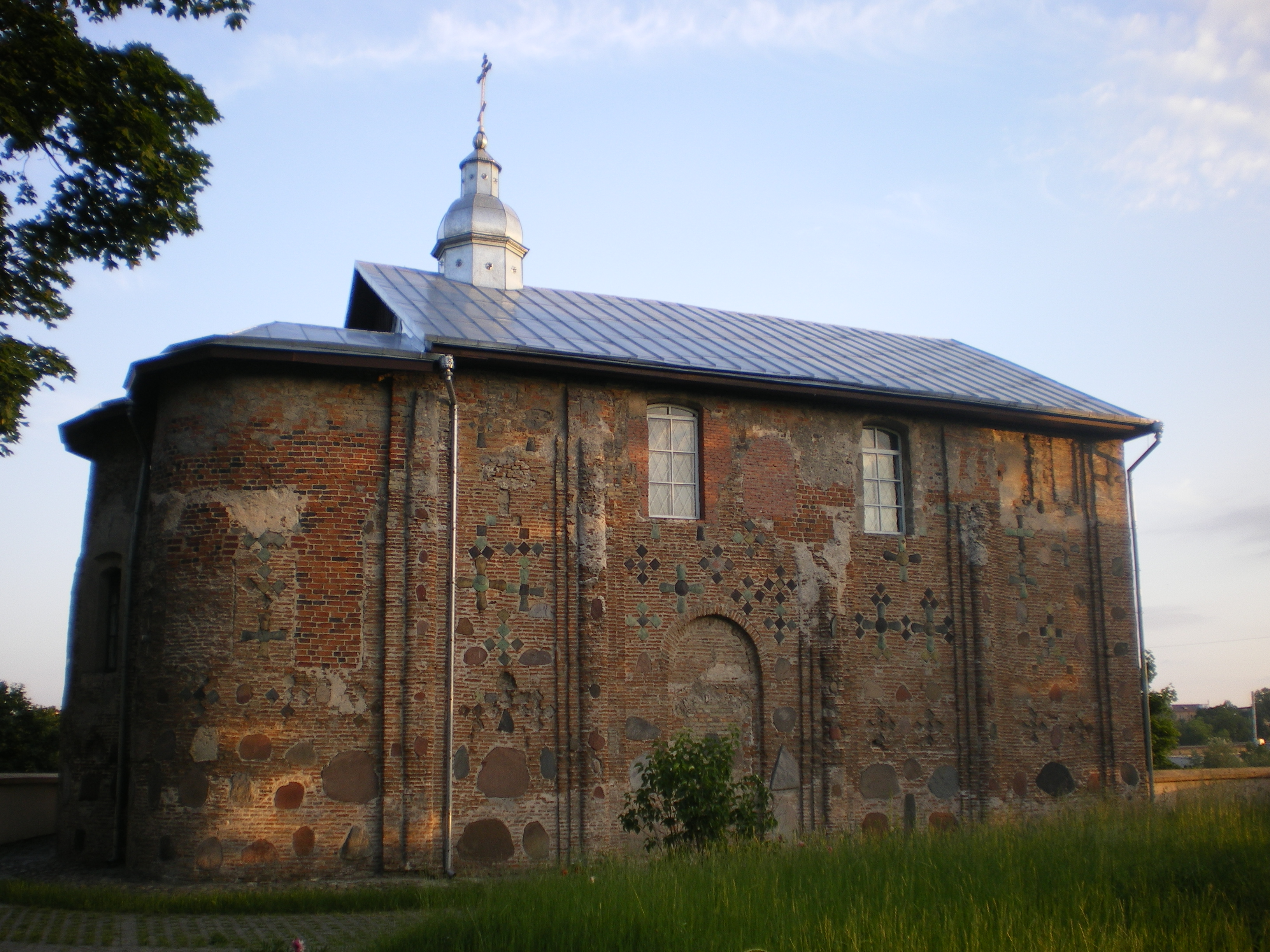
Збережені північний фасад та апсиди. Червень 2009 р.
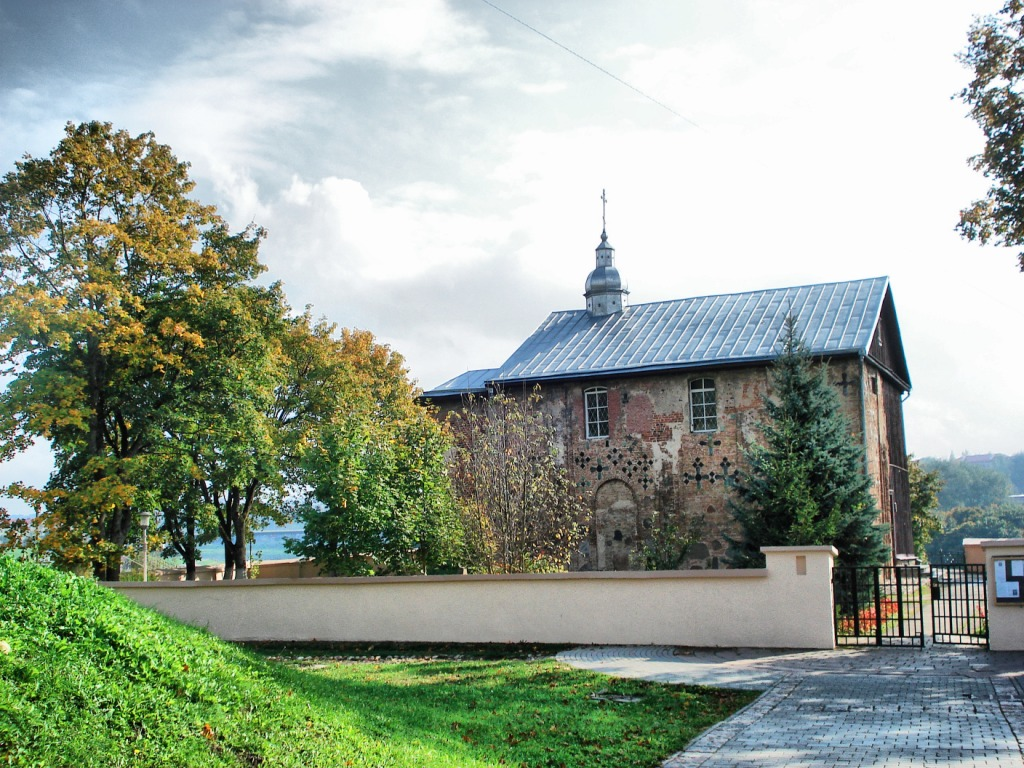
Калозька церква з північно-західного боку. Вересень 2012 р.
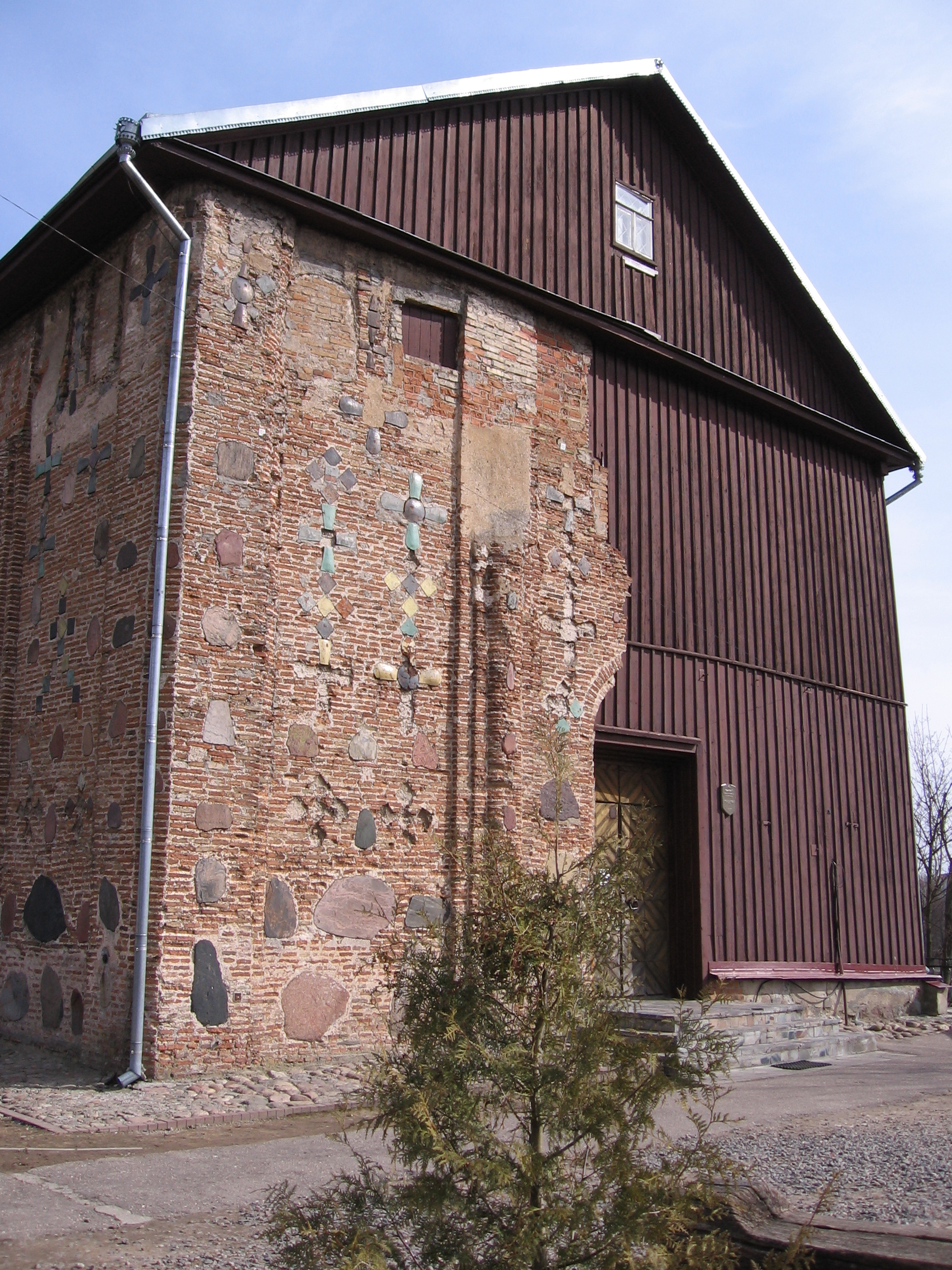
Західний фасад — збережена та відтворена в дереві частини. 2011—2012 р.
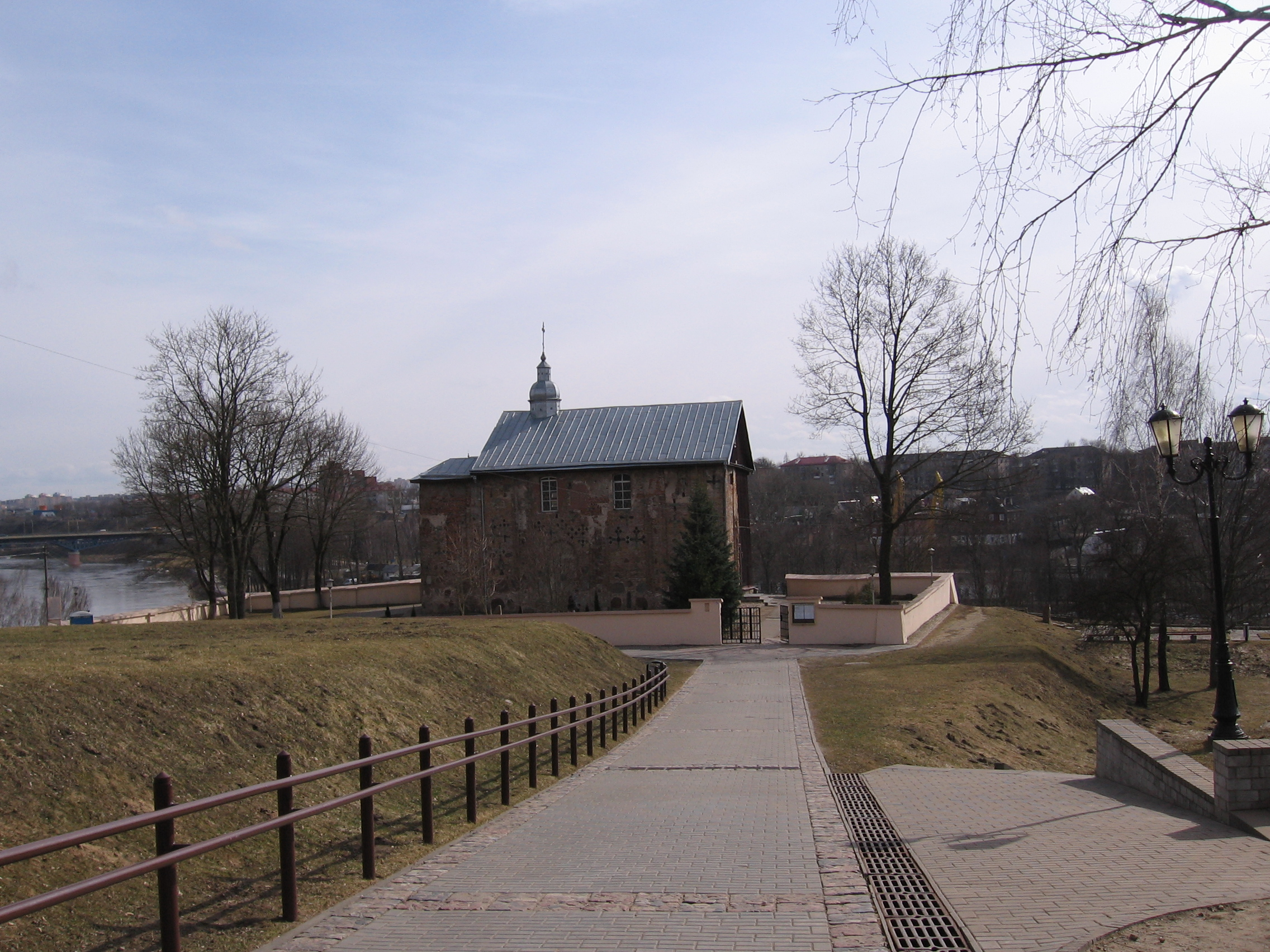
Доріжка в Калозькому парку, котра веде до Борисоглібської церкви. 2011—2012 р.
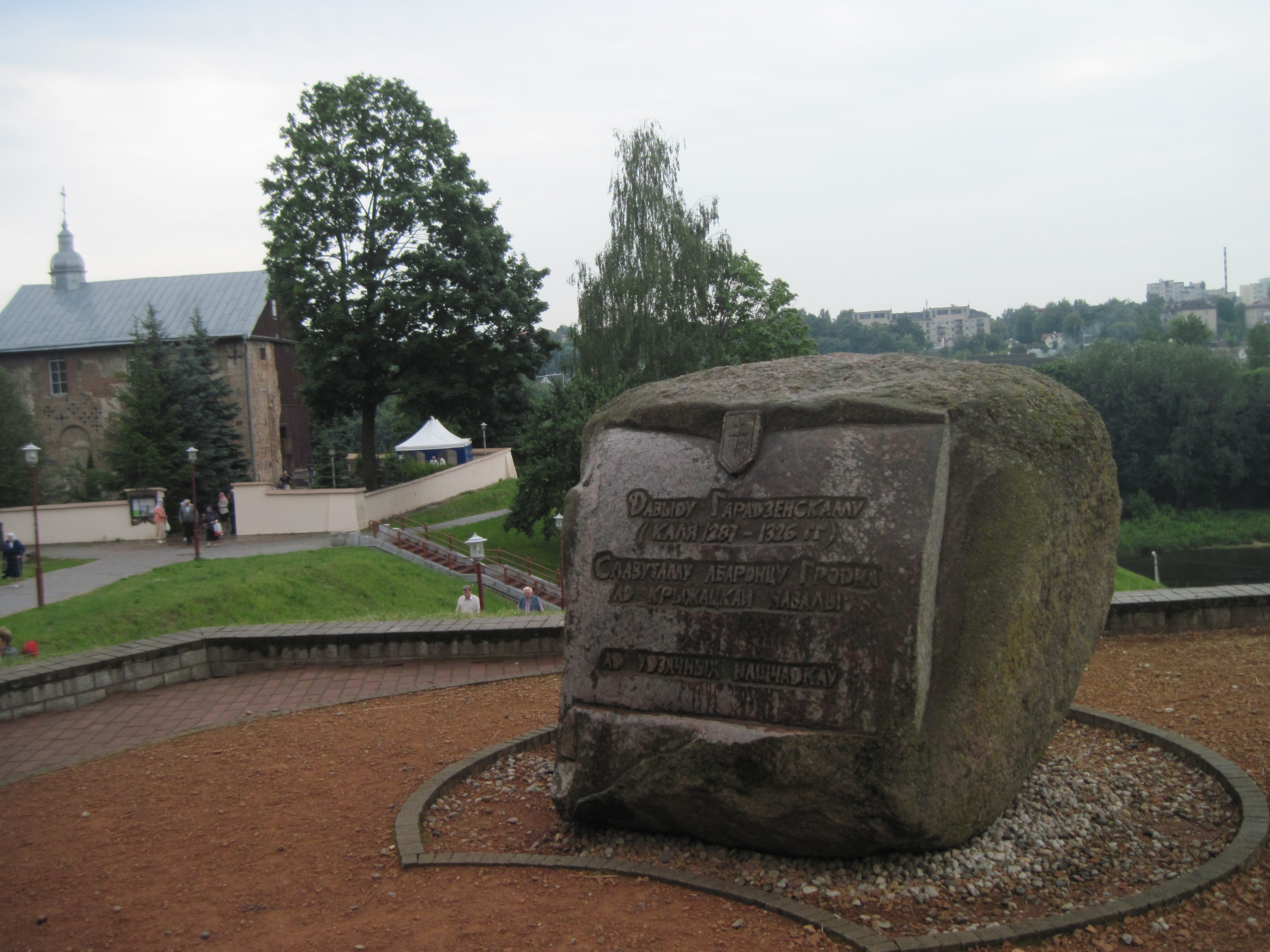
Пам'ятник Давиду Городенському біля церкви. Червень 2014 р.